# メタルギアシリーズ
メタルギアシリーズ (METAL GEAR series) は、コナミデジタルエンタテインメントから発売されているステルスゲームシリーズである。2024年までのシリーズ累計販売本数は6210万本を超える。

## 概要
1986年、小島秀夫がコナミに入社した直後、初めてコナミ社でゲームプランナー（小島は自身の立ち位置を「監督」と称している）として第一作『メタルギア』の制作に着手し翌年1987年に発売。「隠れる」ことをゲームの趣旨とする本作によって、のちにステルスゲームと呼ばれるジャンルを確立した。このシステムは、MSX時代の技術面での制限の名残である。ハード自体の制約（スプライトの表示制限）により、プレイヤーともう一人（敵兵）、さらに飛び交う銃弾などを加えると表示できないという事がおこった。しかし、そこから当時「戦争ゲーム」の制作を指示されていた小島秀夫は、「敵との戦闘を極力避ける」という画期的なシステムを考えついた。また「武器や装備は現地調達」するのも、「これは敵と極力戦わないようにするゲームです」とプレイヤーに分からせる意図があった。そのため主人公であるスネークや雷電は、兵士としての戦闘能力は高いものの、敵に発見され集中攻撃を受ければ、（難易度にもよるが）何もできずに倒されてしまう事も少なくない。
1990年には続編『メタルギア2 ソリッドスネーク』が発売。1998年9月3日には第3作として『メタルギアソリッド』がリリース。米「フォーチュン」誌により「20世紀最高のシナリオ」と称され、全世界で600万本を売り上げる人気作となった。これ以降、『メタルギアソリッド』の続編および『メタルギア』を冠したスピンオフ作品が数多く発売される。
開発は小島率いるコナミコンピュータエンタテインメントジャパンの「小島組」、およびその後身の小島プロダクションによって行われていた。小島自身は『メタルギアソリッド4』完成後も、『メタルギアシリーズ』続編の制作（プロデューサーの立場で制作に参加する）を仄めかす事を言っているが、ソリッド・スネークを主人公にした、『ソリッド・スネーク・サーガ』、『メタルギアソリッド』は、プロモーションで謳っている通り『メタルギアソリッド4』で終了すると、メディア等のインタビューで宣言している。Game Developers Conference 2009で行われた、小島の基調講演『ソリッドゲームデザイン：『不可能』を可能にする（Solid Game Design: Making the 'Impossible' Possible）』において、『MISSION:The NEXT MGS』の文字とともに、刀を持った男が描かれたロゴが発表され、「新しいミッション『The NEXT MGS』に挑みたい」というコメントを残した。
その後も小島は大半のシリーズ作に何らかの形で関わり続けたが、『メタルギアソリッドV』を最後に2015年12月付でコナミを退社。同年3月には小島プロダクション自体が消滅している。その後はシリーズは小島の手を離れ、小島組の古株にして『Z.O.E』『メタルギアアシッド2』などに携わった岡村憲明がプロデューサーとなり、2018年には小島が関与しない初の作品となる『メタルギア サヴァイヴ』や、過去作を復刻した『メタルギア ソリッド:マスターコレクション Vol.1』などが発売している。
小島は『メタルギアソリッド』以降のシリーズの大きなテーマとして「遺伝子操作」「反戦反核」を伝えること、とインタビューで言っており、それが「説教くさくなる」というプレイヤーの批判は承知で、メタルギアシリーズには「反戦反核」のメッセージを可能な限り取り入れたいと語っている。

## シリーズ作品
| 1987 | メタルギア                                                    |
| 1987 | メタルギア（FC版）                                            |
| 1988 |                                                               |
| 1989 |                                                               |
| 1990 | Snake's Revenge                                               |
| 1990 | メタルギア2 ソリッドスネーク                                  |
| 1991 |                                                               |
| 1992 |                                                               |
| 1993 |                                                               |
| 1994 |                                                               |
| 1995 |                                                               |
| 1996 |                                                               |
| 1997 |                                                               |
| 1998 | メタルギアソリッド                                            |
| 1999 | メタルギアソリッド インテグラル                               |
| 2000 | メタルギア ゴーストバベル                                     |
| 2001 | メタルギアソリッド2 サンズ・オブ・リバティ                    |
| 2002 | ザ・ドキュメント・オブ メタルギアソリッド2                    |
| 2002 | メタルギアソリッド2 サブスタンス                              |
| 2003 |                                                               |
| 2004 | メタルギアソリッド ザ・ツインスネークス                       |
| 2004 | メタルギアソリッド3 スネークイーター                          |
| 2004 | メタルギアアシッド                                            |
| 2005 | メタルギアアシッド2                                           |
| 2005 | メタルギアソリッド3 サブシスタンス                            |
| 2006 | メタルギアソリッド バンドデシネ                               |
| 2006 | メタルギアソリッド ポータブル・オプス                         |
| 2007 | メタルギア 20thアニバーサリー メタルギアソリッド コレクション |
| 2007 | メタルギアソリッド ポータブル・オプス+                        |
| 2008 | メタルギアソリッド モバイル                                   |
| 2008 | METAL GEAR AC!D MOBILE                                        |
| 2008 | メタルギアソリッド4 ガンズ・オブ・ザ・パトリオット            |
| 2008 | メタルギアソリッド2 バンドデシネ                              |
| 2008 | メタルギアソリッド4 データベース                              |
| 2009 | メタルギアソリッド タッチ                                     |
| 2010 | メタルギアソリッド ピースウォーカー                           |
| 2010 | メタルギア アーケード                                         |
| 2011 | メタルギアソリッド ピースウォーカー HDエディション            |
| 2011 | メタルギアソリッド HDエディション                             |
| 2012 | メタルギアソリッド スネークイーター 3D                        |
| 2012 | メタルギア ソリッド ソーシャル・オプス                        |
| 2013 | メタルギア ライジング リベンジェンス                          |
| 2013 | メタルギア ソリッド レガシーコレクション                      |
| 2014 | メタルギアソリッドV グラウンド・ゼロズ                        |
| 2015 | メタルギアソリッドV ファントムペイン                          |
| 2016 | メタルギアソリッドV グラウンド・ゼロズ＋ファントムペイン      |
| 2017 |                                                               |
| 2018 | メタルギア サヴァイヴ                                         |
| 2019 |                                                               |
| 2020 |                                                               |
| 2021 |                                                               |
| 2022 |                                                               |
| 2023 | メタルギアソリッド マスターコレクションVol.1                  |
| 2024 |                                                               |
| 2025 | メタルギア ソリッド デルタ： スネークイーター                 |

略称は「メタルギア」の場合『MG (METAL GEAR)』、「メタルギアソリッド」の場合『MGS (METAL GEAR SOLID)』となる。なお、MGSに関してはM・G・Sがそれぞれ「MEME（ミーム : 文化的遺伝子）」、「GENE（ジーン : 遺伝子）」、「SCENE（シーン : 時代）」の頭文字とされる場合もあり、これはシリーズ第3作から第5作までのテーマを象徴している（対応は『MGS2』・『MGS』・『MGS3』の順）。ただし、これら用語の頭文字を合わせた結果、偶然「MGS」となっただけであり、意図して「MGS」となるような組み合せを選んだのではないとしている。また、ゲームの発売前トレーラーやCMなどで「メタル」という略称も用いられている。

### 小島秀夫監督作品
特記がなければ日付はいずれも日本における発売日を示す。
- メタルギア （1987年7月13日・MSX2）
  - 戦術核弾頭を装備した歩行戦車「メタルギア」を発見・破壊するために送り込まれた主人公のスパイ「ソリッド・スネーク」の活躍を描く。MSX2の性能による制約を逆手に取った、敵に見つからずに潜入するという、これまでにない斬新なコンセプト[5]の基に開発された。この作品により、小島はゲーム製作者として脚光を浴び、同作と後の続編は「ステルスゲーム」というジャンルを確立した[5]。本作は同年ファミリーコンピュータに移植された。
  - 初代メタルギアの時からいわゆる「信頼できない」人物が登場しており、実際にプレイヤーにミスリードを促す場合もあれば、それを気付かせる為の要素として使われることもある。
- メタルギア2 ソリッドスネーク （1990年7月20日・MSX2）
  - 『メタルギア』の4年後を描く続編で、ソリッド・スネークが再び潜入任務に挑む。コナミのMSX2の最終リリース作品となった本作はコナミがMSXで蓄積した技術を結集。ストーリー上でも、MSXというハード史上でも一つの区切りとなった。
- メタルギアソリッド （1998年9月3日・PS / 2000年9月24日・Win、Win版は欧米のみ発売）
  - 過去2作から続く、新たなソリッド・スネークの物語。「敵から逃れ、潜入する」という基本コンセプトはそのままにグラフィックを完全3D化し、PlayStation用ソフトとして発売される。単純な戦争ものに終始していない点やストーリーを盛り上げる演出により本作は反響を呼び、全世界で600万本を売り上げた。
- メタルギアソリッド2 サンズ・オブ・リバティ （2001年11月29日・PS2）
  - 『メタルギアソリッド』後のソリッド・スネークを描きつつ、舞台は新主人公「雷電」の戦いへと移る。前作『メタルギアソリッド』のシステムを元に更なる改良、新システムを搭載。全世界で約700万本のセールス（シリーズ最高の売上本数）を記録[6]。
- メタルギアソリッド3 スネークイーター （2004年12月16日・PS2）
  - ソリッド・スネークではない「最古のスネーク」、ネイキッド・スネークを主人公に据え、『メタルギアシリーズ』の原点ともいうべきストーリーが語られた。また『サブシスタンス』では初のオンライン対戦が出来る様になった。
- メタルギアソリッド4 ガンズ・オブ・ザ・パトリオット （2008年6月12日・PS3）
  - 『メタルギアシリーズ』の完結編としてPlayStation 3で発売。ソリッド・スネークの最後の戦いを描き、全ての謎が明かされる。完結編というだけあって今までのシリーズに出てきた人物が多く登場している。また『オンライン』が同梱されている。
- メタルギアソリッド ピースウォーカー （2010年4月29日・PSP）
  - 『メタルギアソリッド3』の10年後である1974年が描かれている。デモムービーでは『バンドデシネ』、『ポータブル・オプス』同様にデジタルコミックが採用されている（一部リアルタイムポリゴンデモも存在。『バンドデシネ』のように英語の吹き出しも表示される）。ストーリーモードでは初の最大4人までの協力プレイが出来るようになった。
- メタルギアソリッドV グラウンド・ゼロズ （2014年3月20日・PS3 / Xbox 360 / PS4 / 2014年9月4日・Xbox One / 2014年12月18日・PC）
  - 『メタルギアソリッドV』のプロローグ。『ピースウォーカー』の1年後が描かれている。メタルギアシリーズで初めてFox Engineを採用し、PC版がSteamでのダウンロード専用として発売された。
- メタルギアソリッドV ファントムペイン （2015年9月2日・PS3 / Xbox 360 / PS4 / Xbox One / PC）
  - 前作『グラウンド・ゼロズ』の9年後の世界が描かれた、『メタルギアソリッドV』の本篇に当たる作品かつ小島秀夫監督が何らかの法的事情で2015年末にコナミから解雇されたため、メタルギアシリーズを手掛けた最終作になった。各プラットフォーム共に『メタルギアソリッド4』以来となる『オンライン』の新作が同梱されている。オンラインサービス開始はPC版以外は2015年10月6日（米国太平洋標準時）、PC版は2016年1月。『グラウンドゼロズ』の全機種版、『ファントムペイン』のPlayStation 3版とXbox 360版は2022年5月31日15時にオンラインサービスを終了した。

### 完全版・リメイク版
『メタルギアシリーズ』では一度発売された作品に様々な要素を付加させた「完全版」と名乗るものやグラフィックスの向上、電子コミック化などを行った製品が発売されている。それらに該当するものを列挙する。
日本版においては音声の英語化（『インテグラル』『ザ・ツインスネークス』『サブスタンス』）やバーチャルリアリティを用いた仮想訓練のミッション（『インテグラル』『サブスタンス』）が大きな変更点となっている。
- メタルギアソリッド インテグラル （1999年6月24日・PS / 『メタルギアソリッド』の完全版・英語音声）
- メタルギアソリッド2 サブスタンス （2002年12月19日・PS2、Win、Xbox / 『メタルギアソリッド2』の完全版・英語音声。PC、Xbox版は欧米のみ発売。）
- メタルギアソリッド ザ・ツインスネークス （2004年3月11日・GC / 『メタルギアソリッド』のリメイク版・英語音声）
  - 『メタルギアソリッド』をベースに『メタルギアソリッド2』のシステムを導入し、デモムービー演出に映画監督北村龍平の演出を導入するなど数々の要素を入れてリメイク。システムやCGなどの制作はカナダのゲーム会社シリコンナイツが行なった。
- メタルギアソリッド3 サブシスタンス （2005年12月22日・PS2 / 『メタルギアソリッド3』の完全版）
- メタルギアソリッド バンドデシネ（2006年9月21日・PSP / 『メタルギアソリッド』のデジタルコミック）
- メタルギアソリッド2 バンドデシネ（2008年6月12日・DVDビデオ/ 『メタルギアソリッド2』のデジタルコミック）
- メタルギア ソリッド ピースウォーカー HD エディション （2011年11月・PS3、Xbox 360 / 『ピースウォーカー』のHD版）
- メタルギア ソリッド HD エディション （2011年11月23日・PS3、Xbox 360 / 2012年6月28日・PS Vita  / 『メタルギアソリッド2』『メタルギアソリッド3』のHD版）
- メタルギアソリッド スネークイーター 3D （2012年3月8日・3DS / 『メタルギアソリッド3』のリメイク版）
- メタルギア ソリッド レガシーコレクション（2013年7月11日・PS3 / 『メタルギアソリッド』『インテグラル』のダウンロードコード・『メタルギアソリッド2』『メタルギアソリッド3』のHD版・『メタルギアソリッド4』・『ピースウォーカー』のHD版）
- メタルギアソリッドV グラウンド・ゼロズ＋ファントムペイン （2016年11月10日・PS4、Xbox One、PC）
- メタルギア ソリッド:マスターコレクション Vol.1 （2023年10月24日・Switch、PS5、PS4、Xbox series X/S、PC / 『メタルギアソリッド』『メタルギアソリッド2』『メタルギアソリッド3』のHD版・『メタルギア』『メタルギア2』のHD版・FC版『メタルギア』海外版『スネークズリベンジ』・映像作品『MGSバンドデシネ』『MGS2バンドデシネ』DLC版のボーナスコンテンツ・MGSシリーズ全20曲のBGM版)
- メタルギア ソリッド デルタ： スネークイーター（2025年8月28日・PS5 、Xbox series X/S、Steam / 『メタルギアソリッド3 スネークイーター』のリメイク作品）[7]

### スピンオフ
『メタルギア』および『メタルギアソリッド』の各々のシリーズには属さないスピンオフに属する作品もいくつか存在している。それらに該当するものを列挙する。
- メタルギア （1987年12月22日・FC）
  - 1作目の移植版だが小島は関わっておらず、ゲーム内容もアレンジが加えられて細部が色々と異なる。
- Snake's Revenge （1990年4月・NES / 日本未発売）
  - ファミコン版『メタルギア』の続編。小島非関与で本編シリーズとも繋がりは無いが、小島はこの作品に触発されて『メタルギア2』の草案を書き上げた。
- メタルギア ゴーストバベル （2000年4月27日・GBC）
  - 内容的には、旧MSX版『メタルギア』『メタルギア2』を模した様な2Dデザインを採用。ストーリー的には小島秀夫監督作品を元にしたパラレルワールド的なものとして独立した一個の作品として成立している。
- ザ・ドキュメント・オブ メタルギアソリッド2 （2002年9月12日・PS2）
  - 『メタルギアソリッド2』の設定資料集。
- メタルギアアシッド （2004年12月16日・PSP）
  - カードバトル要素を取り入れ、従来のメタルギアシリーズとは違う新機軸を打ち出した。ストーリーは『ゴーストバベル』同様にパラレルワールド的なもので本編からは独立している。
- メタルギアアシッド2 （2005年12月8日・PSP）
  - 「とびだシッド」というスコープをPSP本体につけて、ゲーム画面を立体映像で楽しめる。今作から通信対戦が追加された。『アシッド』の続きだが、関連性は薄い。
- メタルギアソリッド ポータブル・オプス （2006年12月21日・PSP）
  - 『メタルギアソリッド3』の6年後が描かれている。デモムービーでは『バンドデシネ』に引き続きデジタルコミックが採用されている。こちらは『アシッド』とは異なり、従来の流れを汲むステルスアクションゲームとなっている。敵の歩哨や捕虜を捕まえて仲間にする機能が追加され、『メタルギアソリッド3』のキャラクターなど様々なプレイアブルキャラクターでミッションを行える。
- メタルギアソリッド ポータブル・オプス+ （2007年9月20日・PSP / 『ポータブル・オプス』の拡張パック）
  - オンラインを重視したゲームとして発売。『ポータブル・オプス』のストーリーを廃する代わりに様々な要素を追加した、ゲームシステムに特化した内容となっている。セーブデータの引継ぎが可能。ユニークキャラクターも追加されており雷電（『メタルギアソリッド2』）、ジョニー（『メタルギアソリッド3』）、オールド・スネーク（『メタルギアソリッド4』）、また兵士も前3作の敵兵など大幅に追加されている。同じ種類の兵士でも袖を捲っているかいないかなど、容姿に細かい違いがあり、それらを含めて130種類に増えた。また、仲間にできる人数も100名から200名と倍増した。シングルモードは無限にミッションをこなしていく「インフィニティミッション」に変更された。
- メタルギアソリッド モバイル （2008年1月31日・iアプリ、EZアプリ）
  - 『メタルギアソリッド』と『メタルギアソリッド2』の間の出来事が描かれる。携帯電話用ゲームである利点を活かし、カメラで撮影した画像を迷彩にするなどのギミックが取り入れられた。
- メタルギアソリッド タッチ （2009年3月19日・iPhone / iPod touch / iPad）
  - タッチパネルによる操作で進む。ステージクリア制で、ロケーションや登場人物は『メタルギアソリッド4』に準じている。
- メタルギア アーケード （2010年12月20日・AC）
  - 『メタルギアソリッド4』の世界観を1人の兵士の視点から体験する対戦ガンアクション。
- メタルギア ソリッド ソーシャル・オプス （2012年12月8日・GREE）
  - シリーズの世界観を用いたカードゲーム。2013年12月13日にサービス終了。
- メタルギア ライジング リベンジェンス （2013年2月21日・PS3 / Xbox 360 / PC、Xbox 360・PC版は海外のみ発売）
  - 雷電を再び主人公とし、『メタルギアソリッド4』の4年後を描く。ジャンルは敵を豪快に斬り伏せて進む「ライトニングボルトアクション」。
- メタルギア サヴァイヴ（2018年2月21日・PS4 / Xbox One / PC）
  - 小島の退社後に制作されたオンライン専用ゲーム。『メタルギアソリッドV』の派生作品だが全く無関係の別世界が舞台となる。
- メタルギアソリッド（仮題）（公開時期未定・実写映画版[8]）＊主人公のソリッド・スネーク役はオスカー・アイザックが務める予定[9]。

## 時間軸の流れ
『メタルギアシリーズ』における小島秀夫監督作品のストーリー上の時系列を記載すると以下の通りとなる。
- メタルギアソリッド3 スネークイーター（1964年）
- メタルギアソリッド ピースウォーカー（1974年）
- メタルギアソリッドV グラウンド・ゼロズ（1975年）
- メタルギアソリッドV ファントムペイン（1984年）
- メタルギア（1995年）
- メタルギア2 ソリッドスネーク（1999年）
- メタルギアソリッド（2005年）
- メタルギアソリッド2 サンズ・オブ・リバティ（タンカー編：2007年、プラント編：2009年）
- メタルギアソリッド4 ガンズ・オブ・ザ・パトリオット（2014年）

また、以下の作品はシナリオライターが小島秀夫監督ではないものの、メインストーリーの流れを汲む物語として製作されている。
- メタルギアソリッド ポータブル・オプス（1970年）
- メタルギアソリッド モバイル（2005年～2007年の間）
- メタルギア ライジング リベンジェンス（2018年） - 発表当時は『メタルギアソリッド2』と『メタルギアソリッド4』の時系列の間に当たる雷電のスピンオフを制作する予定だったものの、VGA2011にてプラチナゲームズとのコラボレーションによって作品の時系列などを変更した。

さらに以下の作品は、メタルギア・サーガとは繋がりのない独立した物語になっており、通常は「パラレル」として扱われている。
- メタルギア（FC版） （1995年） - MSX2版とは「パラレル」。
- Snake's Revenge （不明） - 『メタルギア（FC版）』の続編。
- メタルギア ゴーストバベル（200X年） - 『メタルギア』から分岐。
- メタルギア アーケード（2014年） - 『メタルギアソリッド4』の一般兵での視点。
- メタルギアアシッド（2016年） - 『ゴーストバベル』の続編。
- メタルギアアシッド2（2016年以降） - 『アシッド』の続編。
- メタルギア サヴァイヴ（20XX年） - 『MGSV GZ』から分岐。異世界設定やクリーチャー登場などを理由に「パラレル」的扱いとされている。

## 用語
複数作品に跨って関係する用語については、原則として作品名の略称は付けない。

### 地名
ツェリノヤルスク（Tselinoyarsk, MGS3）
ソ連領内（現在のカザフスタン領）にある架空の山岳地帯で、地名には処女地のある絶壁という意味がある。実験によって本来その場所には存在しないはずの多数の動植物が持ち込まれて野生化しており、生態系に異常が起きている。また、この地にはGRU（参謀本部情報総局）のヴォルギン大佐が核兵器を撃ち込んでおり（ただし、情報操作によって記録上の犯人はザ・ボスとなっている）、核汚染地域となっている。小説版「メタルギアソリッド ガンズ・オブ・ザ・パトリオット」によるとビッグ・ボスがザンジバーランドを建国した土地はこのツェリノヤルスクであったとされている。
サンヒエロニモ半島（San Hieronymo Peninsula, MPO）
コロンビア中部沿岸部にある半島。軍事的な理由から世界地図には正確な地形が表示されず、「死者の半島（La Peninsula de los Muertos）」と呼ばれる。この地ではキューバ危機により撤退した基地に代わり、中距離ミサイル基地が建設されていた。しかし、60年代末からの「緊張緩和」により基地建設は中途で放棄、ソ連に見捨てられた兵士が徘徊する土地となっている。元々はコロンビアの左翼ゲリラ組織・FARC（コロンビア革命軍）の勢力下であったが、ソ連は同ゲリラ組織に対して武器提供することを条件に同地を譲り受けた。
ガルツバーグ (Galzburg) (MGS)
アウターヘブンから南へ200 kmの位置にある南アフリカの架空の地名。MGのエンディングにて、この付近で大規模な地震があったと報じられている。
ザンジバーランド（Zanzibar Land, MG2）
アウターヘブン蜂起後、ビッグ・ボスが中央アジア少数民族自治区（旧ツェリノヤルスク）に建国した独立武装要塞国家。1997年にロシア軍を中心とした多国籍軍の攻撃を受けるも、多数の傭兵がザンジバーランド側に参戦。多国籍軍に大打撃を与え、撃退に成功する。その後、世界中の廃棄用核兵器貯蔵庫を襲撃し、廃棄核兵器を奪取。世界唯一の核武装を遂げる。そしてチェコのキオ・マルフ博士を拉致し、石油を自然精製できる「OILIX」を手に入れようとするが、マルフ博士奪還を試みたソリッド・スネークに陥落させられる。
シャドー・モセス島（Shadow Moses Island）
アメリカ・アラスカ州沖のフォックス諸島に位置する孤島。核廃棄施設が建造されているが、裏では兵器開発の研究所兼工場となっており、アームズテック社とDARPA（国防高等研究計画局）の手によってメタルギアREXが建造されていた。島自体が滑走路を確保できないほど狭いため、物資を自給自足できるように発電施設や溶鉱炉なども設けられている。
2014年にスネークが再び訪れた時は、フォックス諸島全体が地球温暖化に伴う海水面上昇によって消滅しかかっており、メイ・リンは「忘れ去られた島」と評した。シャドー・モセス島事件から9年が経過した後も、施設や設備などは当時のまま放置されており、メタルギアREXも回収されずに破棄されていた。シャドーの部分を省略し、単に「モセス島」と呼称することもある。
ロビト島（Lobito Island, MGA）
超能力を研究・「開発」する「ロビト理科学研究所」があった場所。モロニ共和国の領土である。遺跡が存在することからかつて住民がいたが、今は研究所所員や警備兵しかいない。
セレナ共和国（The republic of Serena, MGA2）
かつて独裁軍事政権が存在したが、3年前におきたプラウリオの惨劇直後に現れたレジスタンス側の傭兵・スネークによって打倒され、共和制が敷かれた。しかし、麻薬王エスコバルの情報操作によってスネークらレジスタンスに国務長官が暗殺されたことになり、アメリカに対して彼らの引渡しを要求する。
エリア51（Area51）
アメリカ合衆国ネバダ州のアメリカ軍管轄地区。グレーム・レイク空軍基地が存在する。
サニー救出後、雷電は「愛国者達」に捕われ、この地で強化骨格手術の実験体に利用された。
ガリーナ空軍基地／ガレーナ空軍基地（Galena Air Force Base）
アラスカ州ガリーナに存在した空軍基地。『MGS』においてはシャドー・モセス島潜入時の陽動作戦としてF-16が2機出撃している。また『MGS3』ではスネークイーター作戦終了後ソ連領内から脱出したWIGが当基地に帰還している。
現実では2008年に閉鎖され、跡地は民間空港に転用された。
シャイアン・マウンテン空軍基地（Cheyenne Mountain Air Force Station）
コロラド州に存在するアメリカ空軍の基地。冷戦時代にはNORADの地下司令部として使われていた。冷戦終結後、司令部は後述のピーターソン空軍基地に移されている。『PW』においてはピースウォーカーが送信した偽の核発射情報に司令部が混乱、あわや全面核戦争の危機に陥った。
ピーターソン空軍基地（Peterson Air Force Base）
コロラド州南部に位置する空軍基地。『MGR』では、ここからMQ-320が2機スクランブル発進した。また、ソリス社が自前の宇宙港を建設するまでは空軍宇宙軍団の業務代行を行っていた。
キャンプオメガ（Camp Omega, MGSV: GZ）
メタルギアZEKEから転落、消息不明になったパスが拘束されているキューバ南端の米軍基地。作中では「キューバの中のアメリカ」と言われている。
基地東部には捕虜収容施設、西部と中央東部には難民キャンプがあり、北部に管理棟とヘリパッドがある。ブラック・サイトの一つとして実在するグァンタナモ米軍基地がモデルと思われる。

### 組織

#### アメリカ合衆国

##### 秘密組織
愛国者達（The Patriots）
アメリカを真に支配しており、世界中に根を張り暗躍する組織。合衆国大統領もこの組織が選定している。アメリカという国家そのものであり、「秩序」そのものでもある。詳細は愛国者達 (架空の組織)を参照。

##### 諜報機関・保安機関
CIA（Central Intelligence Agency）
国家情報長官によって統括されるインテリジェンス・コミュニティーの中核組織のひとつであり、アメリカ合衆国の国策遂行のために、主にヒューミントを用いた情報収集・対外工作を行う諜報機関である。軍事組織ではないが組織内に準軍事部門と呼ばれる機関があり、FOXもその一つである。ネイキッド・スネークやゼロ少佐がFOX在籍時に所属していた時期があり、ソリッド・スネークも半年ほど勤務していた経験がある。また、オセロットも冷戦時代に3重スパイとして所属していた。作中、何らかの形で暗躍もしくは関係していることが多い。
FBI（Federal Bureau of Investigation）
司法省下の組織で、州を越える、または複数の州に渡る犯罪や、テロ・スパイなど国家に対する重犯罪、連邦職員の犯罪の捜査を担当する機関。アメリカの国家警察にあたる。オタコンやサイコ・マンティスがかつて所属していた。また、メタルギアアシッドとアシッド2に登場するキャラクターである、テリコ・フリードマン (MGA)、ダルトン (MGA2) が所属する（または所属していた）機関。メタルギアアシッド2の序盤には実際にFBIに所属している捜査官が多数登場する。
USSS（The U.S. Secret Service, MGS2）
正式名称は合衆国国土安全保障省秘密検察局。いわゆるシークレットサービスと呼ばれる機関。VIP警護や偽造紙幣取締などが主な任務である。元は財務省所属だったが、9.11テロ以降、国土安全保障省の設立で移管された。リチャード・エイムズがシークレットサービスを装ってビッグ・シェルに潜入していた。

##### 軍事組織・軍内部の諜報機関
アメリカ国防総省（United States Department of Defense）
アメリカの国防や軍事を統合する官庁で、陸軍、海軍、空軍、海兵隊の四軍を傘下に収めている。五角形の本省庁ビルを捩ってペンタゴンとも呼ばれる。『MGS』では国防長官のジム・ハウスマンが登場した。
アメリカ統合参謀本部(Joint Chiefs of Staff)
国防総省の傘下で、軍事作戦の立案を行ったり、大統領や国防長官などに軍事問題に関する助言を行う組織。大将の階級にある現職軍人が議長を務め、陸軍・海軍・空軍・海兵隊の合衆国4軍の長と州兵を統括する州兵総局の総局長、並びにそれを補佐するスタッフから構成される。「JCS」の略称でも呼ばれる。
『MGSPW』ではホット・コールドマンが画策したピースウォーカー計画がソ連との全面核戦争の一歩手前という非常事態において、統合参謀本部議長がスネークからの緊急電話を受けて彼を信用し、国防長官代理に核ミサイルを発射しないよう進言した。その後日談となる『MGSV: GZ』では「キャンプ・オメガ」における不穏な事態を察知し調査をするも上手くいかず、先の件で信用のあるスネークやMSFを頼りにしている。
アメリカ海兵隊 (U.S. Marine Corps)
アメリカ全4軍（厳密には沿岸警備隊も含め全5軍）の1つで、アメリカの保有する海兵隊である。元々は海軍の上陸部隊から派生した組織であり、海だけではなく上陸後の地上戦を想定して、船舶以外に戦車やヘリコプターなど多数の移動・攻撃手段を有する。マーキングは"MARINES"で、タンカーにあったメタルギアRAYにもこのマーキングが施されていた。モットーはセンパー・ファイ（ラテン語で「常に忠誠を」）。
世界中で開発され始めたメタルギアの「亜種」とアメリカを影から支配する「愛国者達」に対抗すべく、メタルギアRAYの開発を極秘裏に進めていた。
『MGS4』では、オセロット捕縛を目的とした精鋭部隊を陸軍と共同で展開させていたが、ガンズ・オブ・ザ・パトリオットの成功により部隊は壊滅し、多くの兵士が死亡する。
NSA（National Security Agency）
国防総省直下の諜報機関で、CIAとは対照的にシギントを用いた情報収集・対外工作を行う。1952年に国家安全保障会議決議に基づき設置された。なお、日本・神奈川県の上瀬谷通信施設は、冷戦期にNSAの通信施設として運用されていたが、同施設に勤務していた2名の暗号解読員EVAとADAMは1960年にソ連へ亡命している。
DIA（Defemce Intelligence Anency, MGS2）
アメリカ国防長官直属の諜報機関で、1961年に創設された。NSAとは同じ軍直属の諜報機関だが、ヒューミントを担当する点で異なる。リチャード・エイムズがこの機関に所属しており、階級は『MGS』の時点で少佐、『MGS2』プラント編の時点では大佐であった。また、ロイ・キャンベルの実弟であるマット・キャンベルも生前所属していた。
CID / USACIDC（United States Army Criminal Investigation Command, MGS4）
正式名称は合衆国陸軍犯罪捜査司令部。米軍内の司法制度に基づき捜査を行う組織。PMC、軍人などの一般犯罪から戦争犯罪に至るまで様々な犯罪の捜査を行う。「ラット・パトロール・チーム01」が属する機関である。
ARSOC (United States Army Special Operations Command) (MGS4)
アメリカ陸軍所属の特殊部隊を管理、運営、作戦指揮などを行う司令部。U.S. SOCOM（米特殊作戦統合軍）の下位組織。
NORAD (North American Aerospace Defense Command) (MGSPW)
北アメリカにおける航空と宇宙を24時間体制で監視し、危険（核ミサイル・戦略爆撃機）を早期発見することを目的とする軍事組織。アメリカ軍とカナダ軍が共同管轄する。冷戦期はソ連の戦術核ミサイルによって壊滅しなかったため、アメリカ・コロラド州にある地下基地のシャイアン・マウンテン空軍基地を司令部としていたが、2006年に対テロ戦争を想定しピーターソン空軍基地へ移転した。1955年から毎年クリスマスにはサンタクロースをレーダーで追跡することが恒例行事になっている。

##### 研究機関
DARPA（Defence Advanced Research Projects Agency）
国防高等研究計画局。軍事利用を前提とした、様々な技術を研究開発する機関。1957～1972年及び1993〜1996年は「ARPA（アルパ）」と呼ばれていた。スネークイーター作戦後にシギント（のちのDARPA局長、ドナルド・アンダーソン）がARPAへ転向、ARPANETの開発に携わった。
彼を通じて恐るべき子供達計画を始めとするCIPHERの各種プロジェクトに深く関わっており、後に「愛国者達」と名付けられるAIネットワークの開発と管理も行っていた。
2000年代にはアームズテック社と共同でメタルギアREXの開発を行っており、シャドー・モセス島事件では、視察のために局長のドナルド・アンダーソン（シギント）が訪れていたが、蹶起したFOXHOUNDとゲノム兵によって人質になり、同じ「愛国者達」の一人・オセロットに殺害されてしまう。
NASA (National Aeronautics and Space Administration)
合衆国政府により管轄される宇宙機関。宇宙空間の平和利用もしくは軍事利用を目的とした宇宙開発を行う研究機関であり、ヒューイやストレンジラブ、ザ・ボスが在籍していた。1957年の宇宙開発競争の最中に設立された。

##### 企業・民間機関
アームズ・テック社／AT セキュリティ社（ArmsTech / AT Security）
シアトルに本社を置く世界的な兵器開発企業。軍需産業最盛期の冷戦時代に急成長を遂げ、業界2位にまで上り詰めた。
しかし、参加していたSDI計画の中止によって巨額の損失を被った上、業界随一のステルス技術を有するにもかかわらずコスト面の問題からアメリカ空軍の次期主力戦闘機開発計画の入札にも失敗してしまい、冷戦終結による軍需産業の縮小も相まって、敵対的買収の標的としてその名が噂されるまで経営が悪化していた。そのため生き残りを果たすべく、DARPAと共にメタルギアREXの開発計画に参加するが、シャドー・モセス島事件により開発は中断し、社長のケネス・ベイカーも死亡してしまう。その後はスキャンダルによって同社の株価は暴落し、倒産寸前にまで追いこまれた。なお、愛国者達と共にグレイ・フォックスを実験材料とした強化外骨格のプロジェクトにも参加している。
しかし、兵器開発からセキュリティツール開発に軸足を移してATセキュリティに社名を変更。2009年のビッグシェル占拠事件を契機に米軍軍事活動が外部委託が進んだことにより、PMCの需要が拡大。兵士にナノマシンの注入が義務化された時に「サンズ・オブ・ザ・パトリオット」のシステム開発を受託し、米軍やPMCを中心にナノマシンを使用した戦場管理システムを開発して業績を伸ばし始める。更に無人兵器「月光」の開発、運用に成功してPMCを中心に配備が開始され、その実働数は戦車を上回るまでになっている。
ATGC社 (Adenine Thymine Guanine Cytosine)
アメリカの大手バイオ企業。スネークイーター作戦後にクラーク（パラメディック）が所属し、シギント率いるDARPAと共に「恐るべき子供達」計画や声帯虫の研究を行っていた。その後は国防総省と共同で次世代特殊部隊の遺伝子治療プロジェクトを行っている。
ナオミ・ハンターは同社からメディカルスタッフとしてFOXHOUNDに派遣されていた。
社名のATGCはDNAを構成するアデニン・チミン・グアニン・シトシンの頭文字を取ったもの。
ストラテロジック社（StrateLogic〈海外版ではSaintLogic〉, MGA2）
アメリカの兵器開発企業。孤島に広大な研究所と実験所を持つ。ロジンスキーが社長、そして社に反旗を翻したのは副社長のトマス・コペルソーンである。
社名は「ストラテジー（戦略）」と「ロジック（論理）」を組み合わせた造語。
ソリス社 (Solis Space & Aeronautics, MGR）
コロラド州に居を構える民間企業。正式名称は「ソリス スペース＆エアロノーティクス」。近年盛んなCOTS業務などを行なっている。この会社にサニーがオタコンのコネを通じて入社した。

#### ロシア連邦・ソビエト連邦

##### 諜報機関・保安機関
KGB (Kometet Gosudarstvennoi Bezopasnosti)
ロシア語の正式表記は「КГБ（Комитет государственной безопасности）」。ソ連の諜報機関・秘密警察、ザドルノフやサイコ・マンティスが所属していた。複数の部署に分かれており、各総局、課ごと担当する任務に違いがあるが、主な部署に第1総局の対外諜報、第2総局の国内保安及び防諜がある。ヴァーチャスミッションの際には政府や共産党の要人警護を行う第9局に所属する兵士たちがフルシチョフの命令を受けてソコロフの護衛をしていた。資金不足もあり、装備はあまり充実していない。
SVR（Sluzhba Vneshney Razvedki）
対外情報庁またはロシア対外情報本部。KGBで対外諜報を担当していた第一総局の後継機関である。本部は、モスクワ南部のヤセネヴォ。CIS諸国とは相互に諜報活動を行わない協定を締結しているため、CIS諸国における諜報活動には、FSB（ロシア連邦保安庁）が行う。オセロットがFOXHOUNDに入隊する以前に所属していたとされたが、これは偽装であった。

##### 軍事組織・軍内部の諜報機関
GRU（Glavnoye Razvedyvatelnoye Upravleniye）
GRUは英語での略称であり、ロシア語の正式表記は「ГРУ（Главное разведывательное управление）」。ソ連軍及びソ連崩壊後はロシア軍の参謀本部の一部門であるが、スペツナズ（特殊部隊）の運用や諜報活動、破壊工作などを担当しており、非常に強力な軍の諜報組織である。ソビエト連邦という国家は他の国家とは異なる特殊な組織系統を持つため、この機関は大統領には直属していない。そのため、ヴォルギンの勝手な行動を制御することができずに、『MGS3』における対立に繋がった。スネークイーター作戦に登場する部隊はヴォルギン直属の部隊であるため、武装も本来のGRU所属兵士とは異なる。フェイスマスクに森林迷彩を施した野戦服を纏った兵士と、軍服に身を包んだ兵士の2種類が存在する。ヴォルギンの持つ賢者達の遺産により、非常に充実した装備となっている。かつてオセロットやセルゲイ・ゴルルコヴィッチが所属していた。

#### その他の国家における諜報機関・軍事組織
SIS（Secret Intelligence Service）
イギリスの諜報機関。外務大臣等の指揮下にあり、英国国外での諜報活動（ヒューミント）を主な任務としている。MI6（Military Intelligence Section 6）とも呼ばれる。映画『007』のジェームズ・ボンドが所属しているという設定でも知る者が多い。リキッド・スネークがかつて潜入工作員として所属していたことがある。
陸上自衛隊（MGSPW）
日本の防衛省が管轄する特別機関。日本の平和と独立を保つ目的として、直接及び間接の侵略に対する防衛を行う専守防衛を主任務とし、また必要に応じて公共の秩序の維持に当たる。作中ではカズヒラ・ミラーが所属していた。

#### 国際機関
賢人会議／賢者達（The Philosophers）
1917年に、第一次世界大戦の戦勝国であるアメリカ・中華民国・ロシアを裏で牛耳る実力者たちが結成した。詳細は不明だが、12人の権力者で構成されていたとされる。
しかし、1930年代に賢人会議の最後のメンバーが死亡し、その後は組織のみが暴走するようになる。1971年、「賢者達」のメンバーであったCIA長官がオセロットに殺害されたことで事実上壊滅し、「愛国者達」に取って代わった。その後は「愛国者達」の中枢に関する情報を隠蔽ために名前が利用されており、組織の中級・下級構成員に対しては「12人の老人で構成される賢人会議が最高意思決定機関である」という偽の情報を受け取らせている。その偽の12人のメンバーのデータとは上記のかつての賢人会議の12人のメンバー達のデータである。
国際連合（United Nations）
略称はUN。国際連合憲章の下に設立された国際機構。世界の安全保障と経済・社会の発展に協力することを目的とする。シリーズをとおして度々名称が登場する。『MGS4』では、キャンベルが国連安保理補助機関「PMC活動監視査察委員会」の職員である。
国際原子力機関 (International Atomic Energy Agency)
原子力の平和利用を促進し、軍事転用されないための保障措置の実施をする国際機関。略称はIAEA。『MGSV: GZ』では、核兵器を保有している情報を基にMSFに査察を要求。ヒューイの独断により承諾されたが、査察団に偽装した「X.O.F」の侵入を許す形となった。なお、当然ながら査察を行おうとしたことをIAEAは否定している。
国連平和大学（University for Peace）
国際連合総会決議に基づいて1980年にコスタリカに設立された国連関係機関の大学院大学。国際法や安全保障などの研究や実践活動を通じ、国際的な平和構築や地域紛争の防止・解決を行うことのできる専門的な人材を養成している。『MGSPW』当時はまだ設立されていないが、KGB工作員であるラモン・ガルベス・メナ（ヴラジーミル・アレクサンドロヴィチ・ザドルノフ）はこの大学の教授を装っていた。
PMC活動監視査察委員会（MGS4）
PMC（民間軍事請負企業）の活動を監視し、査察を行う国連安保理の補助機関。PMCの需要が拡大し、設立された。委員会の主要メンバーは大抵がアメリカ軍からの天下りであるため、アメリカ軍に牛耳られている。しかし、結果としては世界中の戦場が国連の監視下におかれることになった。ロイ・キャンベルは、分析・評価部門に籍を置いている。
ICC（International Criminal Court, MGA2）
正式な略称はICC-CPI。個人の国際犯罪を裁く常設の国際司法機関である。国連の司法機関であるICJ（国際司法裁判所）と混同されることがあるが、ICJは国家間の法的紛争を扱うため、全く別の裁判所である。作中では、ストラテロジック社が「ブラウリオの惨劇」に関わっていることをかぎつけていた。
NATO (North Atlantic Treaty Organization)
1949年に発行された北大西洋条約を基に、創設された軍事・安全保障同盟。冷戦時代は、WTO（ワルシャワ条約機構）と対立関係にあった。

#### PMC（民間軍事会社）
アーミーズ・ヘブン（Army's Heaven, MPO）
ジーンが1970年に南米コロンビア西部のサンヒエロニモ半島で設立しようとした兵士たちの楽園であり、優秀な人材で構成された傭兵国家。地下深くに潜伏することによって実体を持たない闇の組織となり、世界中の紛争に介入しようと考えていた。戦場にこそ兵士の充足があり、世界を混乱に巻き込むことによって兵士の生きられる戦場が生まれるという思想から生まれた。それには形骸化していた「賢者達」への叛乱という意味も含めていた。ジーンの死亡後、ビッグ・ボスは「アーミーズ・ヘブン」の人材と資金からアウターヘブンを設立する。
MSF（Militaires Sans Frontières, MGSPW, MGSV: GZ）
国境なき軍隊。ビッグ・ボスとカズヒラ・ミラーが創設した私設軍事組織。主な武装は、M16A1。国家・組織・思想・イデオロギーに囚われることなく、軍事力を必要とする勢力に必要なだけの軍事力を供給する傭兵組織である。直接的な戦闘のみならず、装備の整備開発・兵站・物資調達・戦闘訓練など、軍事に関わる様々な業務を遂行できるなど、のちのPMCにも繋がる点が多い。パンゲア大陸をモチーフとしたマークをシンボルとして採用している。当初はコロンビアを拠点としていたが、後にアメリカの大学が海洋温度差発電研究のためにコスタリカ沖カリブ海に建造した洋上プラントを総司令部（マザーベース）とする。その人員はアメリカやソ連等の各国の元軍人だけでなく、民間人の研究者や国家警備隊に祖国を追われたサンディニスタ人民解放戦線(FSLN)のメンバー、更にはCIAに住む場所を奪われたコスタリカの民間人などから構成される。終盤には300人近い人員を擁する大組織になったが、序盤から中盤の間（アマンダ達が合流した直後あたり）は人員不足に悩んでいた（小説版では、深刻な人手不足の為に、薬局店員の経験があるという理由で医療班のチーフに任命された人がいることがチコの発言から判明した）。ピースウォーカー事件後、海に沈んだまま放置されていた核兵器を引き揚げ、二足歩行戦車メタルギアZEKEに搭載するに至る。
しかし、1975年にIAEAの査察の為に兵力を最小限のものにした結果、査察団に偽装して侵入してきた「X.O.F」の襲撃に対抗できずマザーベースは崩壊し、組織としては壊滅した。『MGSV』では、主武装が、アームズマテリアル多目的ライフルとなっている。
ダイヤモンド・ドッグズ (Diamond Dogs) (MGSV: TPP)
X.O.Fの襲撃により壊滅したMSFの後継として創設された私設軍事組織。主武装はアームズマテリアル多目的ライフル。カズヒラ・ミラーが設立し、昏睡から目覚めたビッグ・ボスが司令となってから本格的に活動を開始する。インド洋南西に建設された洋上プラントをマザーベースとし、ゲーム中ではその他の海域にも前線基地 (Forward Operation Base　通称：FOB) を建設し戦力を拡大することができる。FOBを最大まで拡張した場合は4000人の兵士を採用することができ、ストーリーでは明確に核武装をすることはなく、プレイヤーの判断によって核兵器の保有や廃棄を選択することができる。MGSV: TPPではダイヤモンド・ドッグズを含めた傭兵組織はPF (Private Force) と呼ばれており、ストーリーで交戦するPFだけでなく他のプレイヤーのDDとも「同業者」として資源や人材の奪い合いをするオンラインプレイが用意されている。
CFA（Contract Forces of Africa, MGSV: TPP）
南アフリカのプレトリアを本拠地に持つ有力なPF。傭兵のほとんどは南アフリカ国防軍上がりだが、現地採用の兵士(作中ではキコンゴ話者の村出身者)の中隊が存在する他、経営陣の中にはイギリス人もいる。
ローグ・コヨーテ（Rouge Coyote, MGSV: TPP）
ローデシア軍のローデシアSAS元隊員が傭兵の大半を占める中小PF。他にもセルース・スカウツ、南アフリカの第32大隊といった元特殊部隊員の傭兵が所属しており「会社そのものが一個の特殊部隊」と評される。組織としては雑多な傭兵の寄合所帯に近く一貫した理念はなく、複数の指揮官がそれぞれの裁量で部隊を動かしているらしい。
ゼロリスク・セキュリティ (Zero Risk Security) (MGSV: TPP)
南アフリカのヨハネスブルグを本拠地に持つPF。装備の軍事色が薄いもののCFA同様南アフリカ国防軍上がりの傭兵を擁する。南アフリカ国内企業の警備を担当する他、アフリカ以外にも様々な国に人員を派遣している。また作中において、ザイールの廃坑シンコロブエ鉱山周辺を掌握、政府に上がりの一部を上納し黙認させた上で地元民にウランを盗掘させていたことが主人公サイドの調べで分かっている（シンコロブエ鉱山でのウラン盗掘は実際に地元中小企業により行われていたことで、2004年に発覚、国際問題化した）。
アウターヘブン（Outer Heaven, MG）
1990年代、ビッグ・ボスによって南アフリカ・ガルツバーグ付近に設立された傭兵派遣会社の武装要塞、もしくは会社そのものを示す。別名「武装要塞国家」。世界屈指の傭兵が集まっており、世界中の戦場に兵士や兵器を派遣し、戦争のコントロールを目指していた。旧東側科学者、ドラゴ・ペトロヴィッチ・マッドナーを招きいれ、彼の娘を人質に彼を脅迫してTX-55メタルギアの開発を行っていたが、ソリッド・スネークによりビッグ・ボスが敗北、メタルギアも破壊され、要塞は自爆装置によって爆破され、組織としては壊滅した。しかし実は戦災孤児や難民も多数身を寄せており、その存在を抹消しようと目論んだNATOによって事件後に空爆が行われ、残ったレジスタンスも難民も女子供関係なく虐殺されていた。後年の設定では、南アフリカ共和国を襲った大震災により崩壊したとされる。
名前の由来は、ここはビッグ・ボスらにとって〈天国でもあり、地獄でもある〉から。
また、ビッグ・ボスが司令官を務めていた国境なき軍隊やダイヤモンド・ドッグズがその前身となっており、ビッグ・ボスの影武者（ファントム）としてダイヤモンド・ドッグズを率いていたヴェノム・スネークが司令官を務めていた（そのため、この事件でソリッド・スネークに倒されたビッグ・ボスはヴェノムである）。
アウターヘブン（Outer Heaven, MGS4）
かつてビッグ・ボスによって造られた武装要塞から名前を取った、リキッド・オセロットが取り仕切る世界五大PMC（ビッグ5）を束ねるマザーカンパニーで、ダミー会社を通して各PMCと繋がっている。子会社である各PMCの名称は、シャドー・モセス島事件で蹶起し、全滅したFOXHOUND隊員の名前にちなんで付けられている。

傘下のPMCは以下の通りで、それらの総軍事力は米軍にも匹敵するほどである。ガンズ・オブ・ザ・パトリオット事件後、これらビッグ5は分裂によって消滅し、ワールド・マーシャル社がPMC業界最大手となった。
ピューブル・アルメマン（Pieuvre armement）
フランスに本社をおくPMC。作中では、南米某国の新政権政府に雇われ、旧政府軍を中心とした反政府軍と戦闘を行っている。「Pieuvre armement」とは“武装蛸”を意味する。戦場広告には、"Les tentacules de la pieuvre pour votre guerre!"（あなたの戦争に蛸の脚〈アーム〉を貸しましょう！）とフランス語で掲載されている。山地でも機動力を発揮すべく、パワードスーツ兵を動員している。
南米特有の気候や現地高山の気圧変化からか酸素が薄いため、隊員達は高山病に掛かっており、注入されたナノマシンは異常をきたしている。そのため、長期の駐屯によるストレスが増大されており、好戦的かつ残虐性が増した性格になっている。
プレイング・マンティス（Praying Mantis）
イギリスに本社をおくPMC。主武装はSCAR-H。他のPMCと比べて資金が豊富で兵士たちは米軍に近い最新鋭装備で身を包んでいる。イラク戦争では米政府と契約して多数の戦闘員を現地に送り込むなど豊富な経験を有しており、作中ではその実績を買われて中東某国の政府に雇われ、反政府民兵と戦闘を行っている。「Praying Mantis」とは、両腕を構えて戦闘状態に入っているカマキリの意味。
レイブン・ソード（Raven Sword）
アメリカに本社をおくPMC。東欧の某国では、親米政権の支持を得て米企業の石油パイプライン建設を警固を目的に駐屯している。また、米大使館近くで発生した暴動の影響で部隊の兵力は増員されており、街の至る所で検問を敷き、ハンヴィーなどの軍用車両でパトロールを行い、レジスタンス狩りを遂行している。近未来的な武装をしており、多数のアーマー、プロテクターを身につけているなど他のPMCに比べて重武装である。
ウェアウルフ (WEREWOLF)
アメリカに本社をおくPMC。作中では同社の社員は登場しないが、シャドー・モセス島の監視、警備を無人兵器で行っている。無人兵器投入前はシャドー・モセス島に潜入要員を派遣していた。「WEREWOLF」とは人狼の意味。
アツェロタヴァヤ・ヴァトカ（Оцелотовая Хватка）
ロシアに本社をおくPMC。作中では登場しない。「Оцелотовая Хватка」は、英語で「Clawing Ocelot（爪で引っかく山猫）」を意味する。

マヴェリック社（Maverick Security Consulting Inc., MGR）
正式名称は「マヴェリック・セキュリティ・コンサルティング社」。アメリカ/ネバダ州に本拠地を置く2014年に設立されたばかりの民間軍事警備会社 (PMSCs)。必要最低限の安全保障とクリーンな活動をモットーに、国連主導の武装解除・動員解除・社会復帰（DDR）業務などを行っている。シンボルマークは白馬と稲妻。
デスペラード・エンフォースメント（Desperado enforcement, MGR）
正式名称「デスペラード・エンフォースメントLLC.」。地域紛争への介入のみならず、麻薬取引、人身売買などの違法行為にも手を染めている、まさに「desperado(無法者）」的なPMC。税制面、法律面のメリットを考慮してデラウェア州にこの名称で登記された会社法人を隠れ蓑のペーパーカンパニーとし、資金洗浄を含む会計業務をタックス・ヘイヴンであるセントクリストファー・ネイビスに登記された企業に負わせている。
近年、多くのサイボーグ兵士と請負契約を結んでおり、戦争や事故で働けなくなった元軍人や傭兵のサイボーグ化手術費用を賄い復職させる事と引き換えに自社の業務を行わせる契約を結ばせている。
ワールド・マーシャル（World Marshal Inc., MGR）
コロラド州のデンバーに本社を置くPMC。リキッド・オセロットの経営するビッグ5の消滅以降、PMCの業界最大手となり、サイボーグ兵士に最も力を入れている。
地元の大企業として、デンバー市警の民営化を委託されている。アメリカの政財界にも深く入り込んでおり、『MGR』本編の2年前にはコロラド州上院議員、スティーブン・アームストロングとの癒着が大陪審に調査されている。
最終的に雷電の活躍によるテクムセ作戦の頓挫やアームストロングの死によって巨額の赤字を計上し、身売り先を探していることが語られている。

#### その他の組織
フィランソロピー（Philanthropy）
フィランソロピーは元来「慈善活動」「人類愛」「博愛」を意味する英語。作中世界では、国連にもNGO（非政府組織）として登録されている、シャドー・モセス島事件後にスネークやオタコンが組織した反メタルギア財団の名称。リボルバー・オセロットの暗躍で世界中に拡散したメタルギア亜種の破壊・根絶を目的とする（初期の設定では、メンバーはソリッド・スネーク、オタコン、メイ・リン、ナスターシャ・ロマネンコであり、資金源はナスターシャが書いた本「シャドー・モセスの真実」の売上金であったという）。
特にスポンサーを抱えていない民間組織であるが故に、資金繰りに苦労している。『MGS2SS』のSNAKE TALESにおけるメイ・リンの発言によると、月々の家賃すらも払えるかどうかも危ないという。任務に使用する装備のほとんどが現地調達なのはこのためで、たまに何かを装備していても、大抵はメイ・リンがアメリカ陸軍兵器開発システムセンターから横流しした代物である。
詳細はフィランソロピー (架空の組織)を参照。
失楽園の戦士（Paradise Lost Army, MGS4）
東欧を拠点に活動する反愛国者達レジスタンス。構成員は大抵が兵器産業やその手の職に幼い時から務めていた孤児である。リーダーであるビッグママ（EVA）を始め、構成員のほとんどが死亡したことで壊滅した。エリア51に捕らわれていた雷電を救出したのも彼らである。
TOKUGAWA HEAVY INDUSTRIES
日本名は徳川重工。雷電が装着しているバイザーに書かれている企業名。ポリスノーツにも登場した企業。また、雷電との通信中に表示される画面右下のマークも同社に関係している。また、『MGS2』のビッグ・シェル、E脚集配場内に置かれている一部のダンボールには「TOKUGAWA PDF-Z1」と書かれている。
ドレビンズ（Drebins, MGS4）
世界中で活動していた愛国者達の武器洗浄販売人である「ドレビン」達がシステム崩壊後に設立した企業。戦場管理システム「サンズ・オブ・ザ・パトリオット」を構築し、それと同時に戦争孤児や少年兵たちにビジネスを仕込み、武器商人として愛国者達が世界中に送り込んだドレビン達から成る。ドレビンの総数は軽く1000人を超えると推測される。
反乱勢力（MGS4）
『MGS4』において、PMCを雇っている現政権に対して反乱を起こしている勢力を示す。主に以下の2つがある。なお、反乱勢力という名称は便宜上で用いているだけで、作中には登場しない。
中東民兵
元は中東某国の民間人であったが、現政府に反発し、武装して抵抗し始めた民兵集団である。資金、装備ともにPMCには劣っており、兵力や長年住み慣れた土地での地の利だけが優位性となっている。市街地などでは地下壕を形成してPMCにゲリラ戦を挑んでいる。また、多くの者はナノマシンを注入されていないため、感情の変化が激しく、戦闘能力については「素人に毛が生えた程度」とオタコンは称していた。それを補うためか、低予算で雇える小規模なPMCに訓練・指導・作戦指揮などを依頼している。主な武器・装備はロシアや旧ソ連製の物が大半を占めており、それ以外はPMCから鹵獲したもの（ただし、PMCはID登録された装備を使用していたため、ごく一部の装備しか使用できなかった）や、火炎瓶などの自作したものなどに頼っている。
南米反政府軍
元は南米某国の正規軍人であったが、政権交替により就任した新たな政府に反発し、クーデターを起こしているゲリラ組織である。元はその国の軍人であったため、本質的な戦闘能力は中東民兵に比べて非常に高く、PMCに対しても多大な被害を与えることに成功している。軍を去った理由は、現政府による強制的な除隊や自らの意志によるもののどちらかである。体内には軍用のナノマシンを注入されているが、除隊後はナノマシンは機能していない。そのため、政府が彼らの反乱を抑制することはできておらず、ゲリラ自身はID銃を使用することはできない。主な武装は、正規軍時代に使用していた軍用のもの・民間用や狩猟用など多彩にわたり、製造国もアメリカ・ロシア・ドイツ・オーストリアなど様々な国の武器を使用している。

FSLN（Frente Sandinista de Liberación Nacional, MGSPW）
ニカラグアの左翼ゲリラ組織。ニカラグアを独裁するソモサ政権打倒を目指している。ピースウォーカー計画時にはCIAの傭兵部隊の徹底的な討伐によりコスタリカへ追いやられていたが、MSFと共闘してこれを打破。のちにサンディニスタ革命を成功させソモサ政権を転覆させる。なお、ソモサ政権は親米政権であるため、中南米の共産化を目的とするKGBが秘密裏に資金・武器提供をしている。
FARC（Fuerzas Armadas Revolucionarias de Colombia, MPO）
コロンビアの左翼ゲリラ組織。中南米最大勢力を誇るゲリラ組織で、コロンビアは元よりベネズエラ・ペルー・ブラジル・エクアドルなど周辺国も活動地域としている。サンヒエロニモ半島を勢力下に治めており、武器提供といった革命支援と引き換えにソ連へミサイル基地建造のための土地を譲り渡した。

### 部隊

#### アメリカ合衆国
F.O.X.（Force Operation X）
ゼロ少佐がCIAに提案した、単独潜入任務を旨とする特殊部隊。その有用性を証明するための場として用意されたのが、部隊で初めての実戦任務となった「ヴァーチャスミッション」と「スネークイーター作戦」であった。
ビッグ・ボス除隊後の1970年には南米のサンヒエロニモ半島で武装蜂起を起こすも、ビッグ・ボスやビッグ・ボスの味方となったソ連兵らによって壊滅させられた。
詳細はFOXHOUND (架空の組織)#設立までの経緯 (1964 - 1970)を参照。
X.O.F（MGSV: GZ、MGSV: TPP）
ゼロ少佐がFOXの裏の顔として設立した私設特殊部隊。表向きはCIAの対テロ特殊部隊だが、その役割は主にFOXのバックアップであり、スネークイーター作戦の影でもXOFによる隠蔽工作などが行われていた。ザ・ボスやFOXにすら極秘に設立されていたため、ビッグ・ボスはXOFの存在を一切知らなかった。XOFの指揮官であるスカルフェイスはビッグ・ボスをよく知っていた。
ゼロがザ・ボスの意思を継ぐためCIPHER（後の愛国者達）を設立後も実働部隊として存在していたが、ゼロとスカルフェイスの思想の違いから離反、スカルフェイスの私有部隊としてアフガニスタンやアフリカで暗躍する。
隊員の装備は黒の戦闘服に同系色のヘルメットやプロテクターという重装備で、キプロスの戦闘で病院内に突入した部隊は火災によって発生する有毒ガス対策として酸素ボンベを背負い、これと繋がれた酸素マスクを着用していた。また、戦車や攻撃ヘリコプターといった兵器も多数保有している。なお、これらの装備は米国系の物が多いが、ソ連系の装備も用いられている。また、兵士自身もとても洗練されており、どのような状況でも取り乱さずに行動する描写が目立つ。
FOXHOUND
FOXの後継として、1971年にビッグ・ボスが国防総省で設立した特殊部隊。後にソリッド・スネークやフランク・イエーガーも所属する。前身のFOXはCIAの特殊部隊だったが、FOXHOUNDは軍の特殊部隊である。FOXと同じく単独潜入・隠密任務を基本とし、携行品は無線機のみで、武器をはじめとする一切の装備は現地調達が基本となる。名称には「（前身である）FOXを狩る程の部隊」という意味が込められている。
アウターヘブン騒乱後にビッグ・ボスが行方をくらますと、当時副司令官であったロイ・キャンベルが総司令官となり、衛星などを駆使したハイテク特殊部隊として作り変えた。
2005年、司令官に就任していたリキッド・スネークに率いられアラスカのシャドー・モセス島で武装蜂起を起こすも、元隊員のソリッド・スネークによって壊滅させられた。この後に事件の責を負って部隊は解散したとされる。詳細はFOXHOUND (架空の組織)を参照。
ゲノム兵／次世代特殊部隊（Genome Soldiers / Next-Generation Special Forces, MGS）
遺伝子治療（ジーンセラピー）による視聴覚の鋭敏化、ソルジャー遺伝子などの戦闘に特化した遺伝子の移植などにより、強靭な兵士へと強化された特殊部隊。隊員の中にはアウターヘブンの元兵士らも多く在籍しているが、これはアウターヘブン崩壊後に、同組織の兵士達がアメリカ軍へ編入された経緯がある為。また、実戦経験の無い隊員も多く在籍しているが、仮想実現部隊フォース21（後述）と共に歴史上の数多くの作戦と今後起こりうる可能性がある未来の作戦のシミュレーション訓練をVR訓練などで施されており、かつビック・ボスのソルジャー遺伝子の移植も施されていることから、潜在的な戦闘能力は高いと言える。シャドー・モセス島での蹶起への参加は、サイコ・マンティスの洗脳によるものだったため裁判を受けることはなかったものの、部隊は解散された。湾岸戦争症候群で身体の変調を起す兵士が多かった理由の一つに、ゲノム兵の実験の副作用があったといわれている。
ラット・パトロール・チーム01（RAT Patrol 01 / RAT PT 01, MGS4）
CID内のPMC内部監査機関に属す査察部隊。PMCが規律・契約違反をしていないかを調査することが主任務とする特殊部隊である。主武装は、XM8。ARSOCの指揮下にある。隊長はメリル・シルバーバーグが務めており、元陸軍大佐で叔父のロイ・キャンベルの推薦による。作中では、密かにリキッド・オセロットの蹶起を妨害するための任務に従事していた。隊員達にその自覚はなかったが、愛国者達によってリキッドの蹶起を阻止するように行動させられていた。装具にはFOXHOUNDのパッチが見られるが、FOXHOUNDに直接的な繋がりはなく、本来の所属や身分を隠すための偽装工作である。チーム01以外にも部隊は存在する。なお、スペルはアナグラムになっており、「RAT PT 01」を並べ替えると「PATR10T (PATRIOT) 」、「愛国者」になる。
グリーンベレー（Green Beret）
正式名称は「アメリカ陸軍特殊部隊（U.S.Army Special Forces）」。アメリカ陸軍所属の特殊部隊。1950年代に創設され、ベトナム戦争で多大な戦果をあげた。ARSOCの麾下部隊のひとつである。主に、対ゲリラ戦、敵地偵察、正規部隊の先導、空挺部隊の降下地点選定誘導や爆撃機の爆撃誘導、敵後方の攪乱、現地の親米勢力への軍事訓練などを任務としている。グリーンベレーという通称は、隊員が被ることの許される緑色のベレー帽から。ソリッド・スネーク、ビッグ・ボス、ロイ・キャンベルなどが所属していたこともある。
デルタフォース（Delta Force）
正式名称はアメリカ陸軍第1特殊部隊デルタ作戦分遣隊（1st Special Forces Operational Detachment Delta）。主に対テロ作戦を遂行するアメリカ陸軍所属の特殊部隊で、高い練度と機密性を持つ。ジレフ蜂起でガルエードに突入するも、ブラック・チェンバーの襲撃により壊滅した。ロイ・キャンベルがFOXHOUND以前に所属していた。
SEALs（Sea, Air, and Land, MGS2）
正式名称は「U.S.Navy SEALs」。Sea（海）、Air（空）、Land（陸）の頭文字をつなげた通り、陸海空で特殊作戦を実行するアメリカ海軍の特殊部隊。ビッグシェル占拠事件にて、海軍特殊戦グループ2所属のチーム10（SEAL10）がテロリストの制圧と、人質救出のためにビッグ・シェルに突入するが、デッドセルに難なく壊滅させられる。また、『MPO+』にも登場するが、名称がなぜか海兵隊員になっている（前述の通り海軍の特殊部隊であり、海兵隊との関係はない）。
CSP（MGS4）
正式名称は「戦闘ストレス小隊」。アメリカ軍所属の精神衛生部隊。主に、戦場で過度のストレスを受けた兵士などのカウンセリングを行う。軍医やカウンセラーなどが1チーム、約20名で構成されている。
フォース21（Force XXI or Force 21, MGS2）
アメリカ軍の構想「21世紀の陸軍」に基づいて具現化した実験部隊。使用する全兵器にデジタル通信機器を搭載、歩兵にも小型の通信用コンピュータを携帯させ、偵察機や衛星と情報をリンクさせる。これにより、デジタル化された戦場を作り出し、またそれに対応できる部隊をコンセプトに結成された。効率よく戦場を有利な形に変えていく様はまさにデジタル化された、情報化された戦場である。また、これは『MGS4』から登場する兵士・その武器・兵器などがID管理されていることやメタルギア月光がこのIDを利用して敵味方を区別するなど、フォース21に近いコンセプトなどが読み取れる。そして、『MGS4』の「戦場の管理」という言葉も、これらに近いものがある。
NEST（Nuclear Emergency Support Team, MGS2）
アメリカ合衆国エネルギー省国家核安全保障局下の核兵器・放射能漏れ事故対策チームで、核や放射線に対するエキスパートによって構成されている。ファットマンがデッドセル以前に所属していたが、彼の協調性の無い性格が原因で同僚と衝突し、辞職する。その後、デッドセルがジャクソン大佐の逮捕で暴走を始めた頃、NESTが抜き打ち襲撃の対象になった際はファットマンによってかつての同僚達が痛めつけられることになる。
LRRP（Long Range Reconnaissance Patrol）
正式名称は長距離偵察パトロール。敵地の奥深くに潜入し、情報収集や偵察任務を行う部隊。ベトナム戦争中に特殊部隊員を中心に創設された。ビッグ・ボスがかつて参加したとされるが、設定に若干の矛盾が存在する。
HRT（Hostage Rescue Team, MGA）
FBI（連邦捜査局）所属の対テロ部隊。国家警察であるFBIの所属であるが、軍特殊部隊に匹敵するほどの実力を持ち、各警察の特殊部隊であるSWATの司法判断力を兼ね備えている。MGAに登場するテリコ・フリードマンが所属している部隊。ロビト島事件にて、合衆国政府が投入するが、レオーネ大尉率いる私兵部隊の襲撃を受け、テリコ以外の隊員は全員戦死する。
パラメディック（PARAMEDIC）
空挺降下により、最前線に向かい負傷兵を救出する衛生兵。作中の設定では、パラメディック（クラーク博士）が1970年にワシントン州シアトルで、米国初のパラメディック制度を設立したことになっている。
ピース・センチネル（Peace Sentinel, MGSPW）
コスタリカに現れた武装集団の名称。主武装は、AK47やM16など、様々な武器を使用している。略称は「PS」であり、戦車や戦闘ヘリ等の大型兵器、またその随伴兵のヘルメットに大きく描かれている。その正体はCIA資本の傭兵部隊であることが劇中でガルベスにより語られている。
キャンプ・オメガ駐留部隊（MGSV: GZ）
キューバの南端にある米軍基地「キャンプ・オメガ」に駐留している米軍の部隊。形式上は他の米軍部隊と同じく統合参謀本部の下に位置しているが、実際にはCIPHERの傘下で不審者と見なした人物を軍民関係なく「敵性戦闘員」の名目で、東西両陣営を超えた世界規模で拉致し、難民キャンプと称する収容施設に押し込め、際限の無い拷問を含めた尋問を各国の諜報機関と共同で行っていた。

#### ロシア連邦・ソビエト連邦
スペツナズ（Spetsnaz）
GRU管轄下の特殊任務部隊。ただし、本来は、特殊部隊を示すロシア語が「スペツナズ」であるため、スペツナズという単語は部隊名ではない。MGS3作中に登場するGRU兵のほとんどがスペツナズ隊員であるが、特に山猫部隊はスペツナズ内の精鋭部隊で、各スペツナズの隊員をさらに選抜したエリート部隊である。元GRU大佐であるセルゲイ・ゴルルコビッチの私兵部隊内にもスペツナズOBが多数存在する。アウターヘブンで秘密の独房の番人をしていたショット・ガンナーも、かつてスペツナズに所属していたとされる。
『MGSV: TPP』ではKGB所属のスペツナズがアフガニスタンに展開し、一部のミッションではその指揮官がヴェノムのターゲットとなる。
山猫部隊（Ocelot Unit）
スペツナズの一つで、各スペツナズからさらなる選抜を受けた隊員で構成されるスペツナズ内の精鋭部隊。隊長は若かりし頃のオセロット少佐。一般のスペツナズ兵士よりも高度な戦闘訓練を受けている。兵装もスペツナズ兵士とは異なり、赤いベレー帽に黒基調の戦闘服といった独特のデザインが採用されている。主武装はAMD-63の試作カービン型で、場合によりスコーピオンも用いる。狙撃兵はSVDを使用する。他にはM37や M63といった西側の鹵獲兵器をよく用いている。当時最新式のスタン・グレネードを装備しているなど、精鋭部隊だけあって装備は充実している。
『MGSV: TPP』では同部隊との関連は不明ながら、ダイアモンド・ドッグズの隊員の中に同様の姿をした者が登場している。
ヴィンペル部隊
KGBに所属する特殊部隊。アルファ部隊、ヴェータ部隊とならび、KGBの特殊部隊としては有名。主な任務は、公式には原子力施設等の防護であるが、対テロ要員不足のため、アルファ部隊と共にチェチェンに投入されている。旧ソ連時代は、KGB第1総局（対外諜報）「S」局(非合法諜報)の下に位置し、偵察、破壊工作を担当していた。バルカン・レイブンが、旧ソ連時代にヴィンペル部隊と共に特殊作戦に従事していた。
オモン（ОМОН; отряд милиции особого назначения）
ロシア内務省に所属する警察系特殊部隊。ソ連崩壊時にオセロットが所属していたとされたが、これは偽装であった。
第40軍（MGSV: TPP）
アフガニスタンに侵攻したソビエト連邦軍の一個軍で、十数万の兵力を有する。カブール北方の地域を実効制圧圏としており、スカルフェイス率いるX.O.Fと協力関係にある一方でCIAが支援するムジャヒディンと交戦している。劇中でヴェノムが対峙するのは同軍所属の親衛空挺連隊（Soviet Guards Airborne Regiment）であるが、構成は歩兵や狙撃兵のみならず、装甲戦闘車両部隊や攻撃ヘリコプター部隊も存在するなど多岐に及び、加えて中央ベースキャンプの様な重要拠点にはソ連の最新鋭兵器であるウォーカーギアも配備されている。これらの武器や装備は基本的にソ連系であるが、一部の兵士はムジャヒディンから鹵獲したと思しき米国系の武器も所持している。

#### その他の国の部隊
GSG-9（Grenzschutzgruppe 9）
正式名称は「ドイツ国境警備隊第9部隊」。ドイツ連邦警察に所属する対テロ特殊部隊。世界でもトップクラスの警察系特殊部隊である。メタルギアの登場人物ファイヤー・トルーパーが同隊出身者であり、メタルギア2のウルトラボックス（フォー・ホースメン）部隊の隊員にも同隊出身者がいる。
SAS（Special Air Service）
正式名称は「イギリス陸軍特殊空挺部隊」。対テロ作戦や破壊工作、後方撹乱などを主任務とするイギリス陸軍の特殊部隊。第二次世界大戦中に創設された世界最初の特殊部隊で、ゼロ少佐とザ・ボスが創設に携わっていたとされる。また、このことからザ・ボスは特殊部隊の母と呼ばれる。『MGS2』プラント編ではソリッド・スネークがSASのモットーである「危険を冒す者が勝利する」を語った。マクドネル・ミラーやリキッド・スネークが所属していた。
UDT/SEAL
正式名称は「韓国海軍水中爆破工作チーム」。韓国海軍に所属する特殊部隊で、モデルは米海軍のSEALs。『MGS2』に登場したウルトラボックス（フォー・ホースメン）部隊に同隊出身者が存在する。
グルカ兵（MGS）
ネパール東インド会社戦争の際に、英印軍内にネパール軍兵士を中心に組織した部隊を起源とする武装集団。その獰猛さと「クックリ」と呼ばれる山刀を使用することで有名。スナイパー・ウルフの有能な狙撃技術は、ネパール出身のグルカ兵から学んだものである。

#### 混成部隊
コブラ部隊（Cobra Unit, MGS3）
ザ・ボスが第二次世界大戦中に率いた隠密特殊部隊。ザ・ボスが編制、訓練を行った。通常では行えない影の任務を引き受け、連合国を勝利に導いた。数々の大作戦にも参加し、ノルマンディー上陸作戦にも参加した過去がある。大戦後、賢者達同士の対立により解散した。所属隊員は故国に帰り、大半の者は現役を引退したかあるいは死去し、『MGS3』時点で残ったのはザ・ボスを含めわずか5名となっていた（ザ・ソローは既に死亡しているが、霊としてネイキッド・スネークや、また後のガンズ・オブ・ザ・パトリオット事件においてもソリッド・スネークの前に現れる）。作中に登場するのは「無上の歓喜 ザ・ジョイ」（ザ・ボス）「深淵なる悲哀 ザ・ソロー」「至高の痛み ザ・ペイン」「至純の恐怖 ザ・フィアー」「真実の終焉 ジ・エンド」「無限の憤怒 ザ・フューリー」の6人。大戦中、所属隊員が敵に捕らえられることは決して許されず、また自決した際にも死体や痕跡を残さないために体内に小型爆弾を仕込んでいる。スネーク（ビッグ・ボス）の意見によれば、小型爆弾により疾散するのは、隠密性だけが目的ではなく「彼らには（もう）帰る部隊も国も無い」ためだとも語られている。コブラ部隊の隊員名はそれぞれが戦場で見出した特別な感情から由来しているとされる（ザ・フューリーのみ、例外的に宇宙からの帰還時の事故の際に感情を懐いている）。

#### テロ組織・私設部隊
ウルトラボックス (復刻版では、フォー・ホースメン、MG2）
メタルギア2に登場する密室などで戦闘を行う暗殺部隊。SASやGSG-9、韓国海軍UDTの隊員出身者で構成される。
ブラックチェンバー（Black Chamber, MGGB）
MGGBに登場した戦闘部隊。ヴァイパーをリーダーとしていた。FOXHOUNDが有名になり、身動きが取れなくなった時に影武者（つまり暗殺任務など）として組織されたが、CIA副長官の思惑により5人を残して南アメリカからの帰国途中に殺害される。この事件で残った5人はアメリカへの復讐を誓う。
アウターヘブン（Outer Heaven, MGS・MGS2）
武装要塞国家を目指したビッグ・ボスの意思を継ぎ、愛国者達に対するクーデターを目論むリキッド・スネーク、ソリダス・スネークが目指した国家の名称。リキッド・スネークは2005年に演習を行っていたAT社社長とDARPA局長を人質にし、シャドー・モセス島を占拠。FOXHOUND部隊、ゲノム兵士、ゴルルコビッチ私兵部隊、メタルギアREXを配備しようと計画した。ソリダス・スネークは2009年にマンハッタンの電子機器を核爆発で破壊し、愛国者達とのネットワークを遮断させた上で、マンハッタンを解放区とし、中心にデッドセル、ゴルルコビッチ私兵部隊、アーセナル・ギアを配備することを計画した。どちらもソリッド・スネークらの活躍により壊滅した。
デッドセル（Dead Cell, MGS2）
ジョージ・シアーズ（ソリダス・スネーク）が大統領時代に組織した、アメリカ大統領直属の対テロ特殊部隊。表向きには、アメリカ海軍特殊部隊SEALSの下部組織（SEAL TEAM6傘下には、実際にレッドセル（正式にはNAVAL SECURITY COORDINATION TEAM〈NSCT〉）と呼ばれる部隊が存在する）。
元来は、政府の重要施設を抜打ちで襲撃し保安設備のチェックを行う対テロ訓練部隊であった（組織の名称も、「テロ組織（セル）に死を与える」という意味合いが込められている）。しかし、部隊のリーダーであったジャクソン大佐（フォーチュンの亡夫）が汚職の容疑で収監された末に獄死してからは、友軍や民間人に死傷者を出させるなど文字通り「Dead Cell(死の細胞)」と化して暴走を始め、スネークいわく、死んだ人数は100人は下らない。その粛清として、2008年にデッドセルは壊滅させられる（この時に生き残ったのが、フォーチュン、ヴァンプ、ファットマンの計3人）。彼らは、「サンズ・オブ・リバティ」に参加することでその復讐を果たそうとする。
ゴルルコビッチ私兵部隊（Gurlukovich's Soldiers, MGS2）
GRU（軍参謀本部情報総局）の元大佐セルゲイ・ゴルルコビッチが率いる私兵部隊。所属する兵士はゴルルコビッチ兵もしくはゴルルコ兵と呼ばれることもある。旧ソ連の崩壊により行き場を失った軍人たちの身柄をゴルルコビッチが引き取り、傭兵部隊としてまとめ上げた。以来、ロシアン・マフィアと協調しつ、祖国ロシアの再興を夢見つつ世界各地の紛争地域を渡り歩いている。元旧ソ連・ロシア軍将兵からなるため、AKS-74UやAN-94などロシア製の武器や装備を使用している。
マンハッタン沖タンカー沈没事件に関与しており、海兵隊のタンカーを襲撃しメタルギアRAYの奪取を画策した。しかし、オセロットの裏切りにより襲撃作戦に参加した隊員の半数以上が死亡、指揮官のセルゲイもタンカーと運命を共にする。その後、オセロット裏切りの事実を知らぬまま、指揮官はセルゲイの娘、オルガに移る。オルガ指揮の下、デッドセルと共にサンズ・オブ・リバティに参加、ビッグシェル占拠事件に関与。ビッグ・シェル切り離し時にジョニーを含む多数の隊員が脱出している模様だが、その後の詳細は不明。
『MGS』の段階ですでにその存在が示唆され、シャドー・モセス島事件を起こしたリキッド・スネーク率いるゲノム兵部隊にゴルルコビッチが自身の部隊を合流させようとしていたことが窺える（メタルギアREXの技術提供を受ける見返りに、ハインドDなどの武器・兵器を供給していた）。
サンズ・オブ・リバティ（Sons of Liberty, MGS2）
日本名は「自由の息子達」。海上除染施設「ビッグ・シェル」を占拠した、ソリダス・スネーク率いるテロリストの自称。デッドセルやセルゲイ亡き後オルガが率いるゴルルコビッチ部隊、ソリダス・スネークが大統領時代に組織した大統領警護隊から成る混成組織。アメリカ海軍旗に酷似した旗を掲げている。名前の由来は、ボストン茶会事件でアメリカ各地の愛国心溢れる国民の名乗った「自由の息子達」というグループ名であるが、同時にデジタル上の情報検閲・統制管理淘汰を目論む愛国者達を倒すことで自由への解放を果たす（＝「自由の息子達」になる）というソリダス・スネークの理念が込められている。
天狗兵（Tengu Commandosm, MGS2）
「サンズ・オブ・リバティ」の兵士は、起動したアーセナルギアに乗り込んだ後にそれまでの武器・装備を破棄しアーセナルギア内専用兵装に換装した。その特殊兵装を装備した兵士が、ゲーム内で「天狗兵」と呼称されている。
この特殊兵装は、DARPAで研究されていた外骨格技術を導入したもので、全身の装甲化による生存性の向上と、人工筋肉のアクチュエーター採用による戦闘能力の増強を実現した「強化装甲服」と呼ぶべき代物である。これにより、兵装着用者は「天狗」の名に違わぬ超人的な身体能力を発揮することができる。
外見的な特徴として、兵装や武器に日本的な意匠が採り入れられていることが挙げられる。ヘルメットは兜の様でスーツは日本古来の鎧を想起させる。ブーツは親指部が分かれており地下足袋状になっている（これは、雷電のスカルスーツやソリダス・スネークのパワードスーツにも見られる）。主武装の一つが忍者刀である。その他の武装はP90と投げナイフのみと、きわめてシンプルだが、忍者刀で銃弾を跳ね返したり接近してきて蹴りを放ったりと、高い戦闘能力を有しており、非常に脅威である。
ハイテク兵（High-tech Soldiers, MGS2）
ソリダス・スネークが大統領時代に組織した大統領警護隊の通称。シークレット・サービスの中でも精鋭といわれる大統領警備課の「CAT（Counter-Assault Team 対襲撃部隊）」の経験者で構成され、隊員の実戦経験は豊富である。
「サンズ・オブ・リバティ」に参加しているが、ともに参加のゴルルコビッチ兵とは異なる専用兵装を装備しており、20世紀末からアメリカ陸軍で研究されていた、情報処理・通信能力と生存性を向上させた新世代の歩兵装備「ランド・ウォーリアー・システム」がベースになっている。
具体的な外見の特徴は、HMD内蔵型のヘルメット（形状的に、バイク用のフルフェイスヘルメットに似ている）、大振りのネックガードやショルダーパッド、ボディアーマーや厚手のスーツ等で、全体的にかなりでっぷりとした印象である。しかし、天狗兵と同様にDARPAの外骨格技術を応用した人力増幅 (Human Strength Amplification) 機能が採用されており、動きは軽快なようである（人工筋肉アクチュエーターが露出している天狗兵とは異なり、スーツの内側に組み込まれているようである）。なお、防御は全身に施されたセラミックプレート入り防弾装備によっている。武装は、M4カービン（M203グレネードランチャー付属）とM9ピストルである。
ゲーム中では、エイムズとの接触後にシェル1外周部を巡回するようになる。
ビューティー&ビースト部隊（Beauty & Beast, MGS4）
通称BB部隊。アウターヘブン傘下のPMCに派遣されるフリーランスの戦闘部隊。隊員は美しい女性（ビューティー）で構成されているが、全員が戦争による強烈なPTSDにより心の中の獣（ビースト）の部分が表面化しており、その感情を特殊な強化服とナノマシンによって制御している。それぞれが単一の感情を持ち、その感情に拘束されているため正常な思考ができない。また、強化服が外れると、それぞれが抱えたトラウマがフラッシュバックすることで錯乱状態になり、数分間後に死亡する。
各員のコードネームに含まれている動物は、『MGS』の「FOXHOUND」の各員のコードネームに含まれていたものと同じで、劇中ではBB部隊の情報を聞くスネークの脳裏に彼らの姿がフラッシュバックする演出が存在する。彼女達の素顔は北欧系・アジア系・アフリカ系・ラテン系より1名ずつ、実在する女優がモデルになっている。
ヘイブン・トルーパー（ヘイブン兵、MGS4）
リキッド直属の私兵部隊。隊員は全員が女性で、強化服に身を包んでおり、強化された身体能力によって、凄まじい跳躍力と戦闘能力を持つ。その跳躍力と、カタパルトによる上空からのダイナミックエントリーを行う姿がカエルに似ていることから、一部の者から「カエル」と呼ばれている。SOPとナノマシンによる精神バランス補正値の「揺らぎ」が最低レベルに設定されてあるため、戦闘中はまったく感情を抱かない。また、死亡した際はナノマシンが発火し、その後数秒で完全に炭化してしまう。ほとんどの隊員は、スカウトの訓練を受けており、わずかな音も聞き逃さない。武装はP90とFN Five-seveN、マチェットナイフである。隊員全員が女性なため、ボディチェックの際に股間に触れると特有の反応（隊員によって様々）をし、強烈な蹴りをお見舞いする。
パワードスーツ兵 (MGS4)
戦闘用強化防護服（パワードスーツ）を身にまとった兵士で構成された部隊の通称。正式部隊名は不明。最小限の行動で軽快に活動ができ、普通は歩兵が携行できないような重装備の携行およびそれを利用した戦闘、山岳地域などの起伏の激しい場所での作戦遂行、長距離の荷物運搬などを主な任務とする。主な武装はM134ガトリング砲。パワードスーツはATセキュリティ社のランドシステムズ部門が開発した。『MGS4』作中では、南米のみで登場。
本シリーズ監督の小島秀夫の過去の作品『ポリスノーツ』のEMPSと形が同じ。

### 施設
OKB-754 (MGS3)
通称ソコロフ設計局。局長はニコライ・ステパノビッチ・ソコロフ。ソ連国内に複数ある秘密設計局の中でも特に機密性が高く、どのような技術研究が行われているのかは謎とされていたが、ヴァーチャスミッションに参加したネイキッド・スネークがソコロフに接触したことにより、そこで開発されていたシャゴホッドの存在が明らかになった。設計局から西3マイルに位置するツェリノヤルスクの野外演習場でシャゴホッドの試験が行われていたが、政権奪取の切札を欲するヴォルギンによりソコロフは拉致され、シャゴホッドも持ち去られてしまう。さらにヴォルギンは、ザ・ボスが亡命の「手土産」に持ち込んだデイビー・クロケットを撃ち込んで設計局も破壊してしまう。
OKB-812 (MGS3)
通称グラーニン設計局。アレクサンドル・レオノヴィッチ・グラーニンが局長を務める、OKB-754と同様秘匿性の高い設計局。設計局はグロズニィグラード敷地内にあるが、これとは別にグラーニニ・ゴルキー（ロシア語で「グラーニンの山」）に研究所があり、グラーニンは普段はそこの所長室にいる。ソコロフが設計したシャゴホッドに対抗して、二足歩行戦車（メタルギアの原型）の研究が行われていた。グラーニンがヴォルギンに取り入って研究資金の援助を受けていたが、研究内容に見切りをつけたヴォルギンに見捨てられ、資金援助が打ち切られてしまう。その報復と、祖国ソ連の英雄でありたいという望みとは相反する、隅に追いやられて忘れ去られようとしている現状を打開すべく、彼は二足歩行戦車の研究データをアメリカの友人エメリッヒ（ハル・エメリッヒの父親であるヒューイ）に売り渡そうとする。最終的にはザ・ボスがシャゴホッドをグロズニィグラード諸共デイビー・クロケットを撃ち込んで跡形も無く破壊した際、設計局も同様に破壊された。
アウターヘブン (Outer Heaven)
1990年代にビッグ・ボスにより設立された傭兵派遣会社の武装要塞。
ガルエード (Galuade) (MGGB)
『MGGB』に登場した要塞。アウターヘブンを改築・再建しただけで基本的には同一の施設である。
グロズニィグラード (Groznyjgrad) (MGS3)
ヴォルギン大佐が管轄する大要塞。ロシア名も同じような意味である。警備は非常に厳重で、広大な面積を保有する。滑走路までついており、Mi-24AハインドやWIGの先行試作機が運用されている。また、兵器廠と呼ばれる施設が要塞中心部に存在しており、そこの中央棟ではヴォルギンやザ・ボスによって運び込まれたシャゴホッドの調整が、グラーニン設計局や各地からヴォルギンが連れてきた科学者及びメンテナンスクルー達の手で行われていた。ヴォルギンはシャゴホッドの調整を終えた後、最終的には「賢者の遺産」を元手に兵器廠中央棟をシャゴホッドの量産ラインとしてシャゴホッドを量産し、これをソ連全土や東側諸国並びに共産化の進む第3世界にも提供してアメリカや西側諸国に全面戦争を仕掛け、冷戦で2つに引き裂かれた世界を再び1つにしようとしていた。しかし、シャゴホッドはネイキッド・スネークとEVAの手によって破壊され、最後にはザ・ボスの打ち込んだデイビー・クロケットによって消滅した。
『MGO2』では、ステージの1つとして登場している。
ビッグ・シェル (Big Shell) (MGS2)
マンハッタン沖タンカー沈没事件後に流出した重油が環境汚染の問題とされた際に、アメリカ政府がマンハッタン沖に建設した海上汚染除去施設。シェル1、2から成り立ち、各シェルにそれぞれ6つの脚部が存在し、成り立っている。汚染除去施設というだけでなく、環境保護のシンボルとしてもこの存在は有名。しかし、その実態は底部をアーセナルギアとした、シンボルはカモフラージュにすぎない施設である。詳細はビッグ・シェルを参照。
フェデラル・ホール (Federal hall) (MGS2)
雷電とソリダスが闘った国定記念館（現在）。アメリカ初代大統領ジョージ・ワシントンの就任式が行われた場所であり、ニューヨークのウォール街の一角に存在する。
マザーベース (MGSPW、MGSV: GZ、MGSV: TPP)
『MGSPW』では、コスタリカ沖カリブ海にある洋上プラントで、MSFの司令基地。元はアメリカの大学が所有する海洋温度差発電の研究施設だったが、思うような結果が出ず廃棄されていた所をKGBのフロント企業が安く買い取り、ラモン・ガルベス・メナによってMSFに提供された。同規格のプラントと連結できる構造になっており、訓練施設や研究開発施設等が増設される。さらに発展を進めると六角形（ヘックス）タイプとなる。
『MGSV: GZ』では、ピースウォーカー事件から1年後の1975年に謎の部隊「X.O.F」の襲撃により崩壊した。
『MGSV: TPP』では、その後インド洋に新しくマザーベースが設立され、ダイヤモンド・ドッグズの拠点として運用される。

### 計画
S3計画 (Solid Snake Simulation / Selection for Societal Sanity) (MGS2)
S3とは「セレクション・フォー・ソサイタル・サニティ（社会の思想的健全化のための淘汰）」の略称で、愛国者達が進めていたデジタル情報の検閲・統制計画。
愛国者達はデジタル社会において、すでに発信された情報を検閲するという今までのやり方では完璧な情報統制を行えなくなる事を危惧していた。そこで、光ニューロAI「G.W.」を大規模情報検閲装置として使用し、地球上の全通信網を監視してインターネット上に蔓延した「嘘の情報」「間違った解釈」「各々にだけ都合の良い真実」などの人間の進化を止める情報や愛国者達に関する情報の削除を開始する。それに留まらず、愛国者達は人間の精神を無意識下でコントロールすることで、人類を自らの意思のままに統制・支配することを目指した。この「状況に応じた人間の精神のコントロール」を実現するためのメソッド（方法）とそれを扱うプロトコル（手順）こそがS3と呼ばれるもので、その有効性を立証するための最終試験がビッグシェル占拠事件だった。この事件はS3の限界性能試験でもあり、一種の極限状態だった2005年のシャドー・モセス島事件をモデルとしている。シナリオ通りに彼らの行動を操る実験を行い、これが成功すれば他のいかなる状況でもS3が有効だと証明される。
一方、愛国者達からオセロットに伝えられていたS3計画は「ソリッド・スネーク・シミュレーション」という先述した真のS3計画のカバーストーリーであり、「ある設定、ある状況を背負わせることにより、新兵でも老兵クラスの戦果をあげることのできる新兵養成シミュレーション」とされていた。オセロットがソリダスに伝えた際は、「シャドー・モセス島事件でソリッド・スネークが体験した事実をヴァーチャル・リアリティで再現し、雷電にそれを体験させた一連のVRトレーニング」と偽っていた。
「恐るべき子供達」計画 (Les Enfants Terribles)
愛国者達が行った最強の兵士を人為的に作り出す計画。その真意は、愛国者達の偶像（イコン）として、ビッグ・ボスを再誕させる事だった。この計画の実施により、ゼロ少佐とビッグ・ボスの対立は決定的なものになる。アナログクローン技術とスーパーベイビー法を用いてビッグ・ボスの体細胞からソリッドとリキッドが作られ、二人は胎児になる段階で意図的な操作により、優性遺伝子を一方にだけ集約することでその能力を増大させている。これによってソリッドは劣性遺伝子を集約された個体として誕生し、リキッドは優性遺伝子を集約された個体として誕生したが、リキッド自身は劣性遺伝子を集約されたと思い込んでいたため、「俺は劣性遺伝子のみを受け継がされた絞りカスだ」「生まれ落ちた時から、遺伝子レベルでクズと見做され続けた惨めさがわかるか！？」といった趣旨の発言をしており、それがシャドー・モセス島事件に至る動機へと繋がっている。だが、現実の科学における遺伝子の優性・劣性は、異なる対立遺伝子がもつ遺伝形質が子において発現するか否かを指した表現であり、個体の能力に関わるものではない。
ソリッドやリキッドは遺伝子操作を受けているためビッグ・ボスとは異なる遺伝子配列となっており、ビッグ・ボスの純粋なクローン体はソリダス・スネークのみであることが『MGS4』で語られている。ただし、ソリダスの染色体にはソリッドやリキッドと同じく生殖能力を絶つ「ターミネーター遺伝子」が組み込まれているので、厳密な意味では純粋なクローン体というわけではない。
『MGS』では「レス・エンファントス・テレブレス」(Les Enfants Terribles) と呼称されていたが、『MGS2』より「恐るべき子供達」と呼ばれるようになる（一部の書籍ではアンファンテリブルと表記）。
海軍で進行しているあの計画 (MGS2)
米海軍によるアーセナルギアの建造計画のことを指している。シャドー・モセス島事件後、各国で開発されたメタルギアの亜種のように、アメリカでもメタルギア開発がいくつか進められている。
相続者計画 (Successor Project)
ザ・ボスをモデルに「最強の指揮官」を作り出すという計画。計画の末に造られたのがジーンであり、絶対兵士を統率する役割を担うのも相続者計画で造られた者である。
マンハッタン計画 (Manhattan project)
アメリカが原子爆弾の開発・製造のために行なった計画で、ハル・エメリッヒ博士の祖父が参加していた。
マーキュリー計画
アメリカの初の有人宇宙飛行計画。MGS3の登場人物であるザ・ボスとMGSPWの登場人物であるストレンジラブが参加していた。
平和歩行計画 (Peace walker project)
敵国からの核攻撃に対する報復の不確実さという核抑止理論に基づき、その判断を人ではなくAIに任せ、適切な場所に移動しながら報復行動に行う核兵器搭載歩行戦車の研究開発・試験を行う計画。CIA中米支局長であるホット・コールドマンによって立案された。研究の拠点はコスタリカとニカラグアに点在。姿勢制御AI（レプタイルポッド）はハル・エメリッヒの父親であるヒューイが、報復の判断を行うAI（ママルポッド）はストレンジラブ博士によって開発されていた。ママルポッドは特殊部隊の母とも呼ばれていたザ・ボスを基にして作られていたが、スネークイーター作戦の真実が内包されていない状態のため物語後半まで未完成だった。しかし、スネークの沈黙によってAIは完成。ニカラグアの米軍基地で偽装データによる報復攻撃の実地試験を行っていた。デモンストレーションであるピースウォーカーによる核発射目標は当初MSFのマザーベースだったが、ラモン・ガルベス・メナ（ヴラジーミル・アレクサンドロヴィチ・ザドルノフ）によってキューバに変更された。MSF及びサンディニスタの突入により核攻撃を阻止したかに見えたが、コールドマンが死の間際にソ連からの核攻撃をシミュレーションした偽装データをNORADに転送。偽装データと本物の核ミサイルとは区別がつけられないため報復攻撃寸前という最悪の状態となったが、ピースウォーカー自らが海に沈むという形で全面核戦争は阻止された。

### 乗り物・兵器

#### メタルギア (Metal Gear)
様々な状況・地形から核兵器を発射できる核搭載二足歩行型戦車。単独作戦行動が可能であり、全世界のパワーバランスに多大な影響を与えた兵器である。
原案は、『MGS3』に登場するグラーニンによる。彼は自分の研究である兵器を「歩兵と兵器をつなぐ歯車」であると考え、自身が開発していた核搭載戦車に「METAL GEAR（金属の歯車）」と名付けた。グラーニンの原案自体は開発競争の結果敗れたが、彼の死後彼の研究データと二足歩行兵器の基礎理論はCIAによりアメリカに持ち込まれ、ピースウォーカー計画に発展することとなった。

#### 無人機
月光 (IRVING) (MGS4、MGR)
ATセキュリティ社製の無人二足歩行兵器。アームズテック社製で、製品名称はIRVING（アーヴィング）。「月光」という名称は、大日本帝国海軍の夜間戦闘機「月光」が由来であり、当時の連合軍側の本機に対するコードネームは「IRVING（アーヴィング）」であった。これをスネークは「月光」の発音にちなんで「GECKO（ヤモリ）」と呼んでいた。
『MGS4』では、既に量産化されており、民間軍事企業にも採用され戦場での実働台数は戦車を上回るなど、白兵戦や市街戦で主流な兵器となっている。
高度な赤外線センサーを備え、屋内での掃討なども視野に入れ、軽量化と高機動化がなされている。歩兵に随伴、協働できる能力も持ち、自律行動で作戦を遂行することも可能。セミや低い牛の鳴き声のような作動音を立てながら活動し、担当する区域を制圧すると、排泄のように緑色の液体を落としてマーキングを行う。
全高5メートル前後で、RPG等にも耐える堅牢な装甲を持ち、脚部を折りたたんだ状態ではトラックでの輸送も可能。上部にダンボールなどの中身を透視できる赤外線メインカメラが搭載されて、広い視界を確保している。脚部は有蹄類特有のES細胞を遺伝子操作して作り出した人工筋肉で、広い稼動範囲と柔軟な動作を実現している。壁の凹凸を掴んだり、壁面に突き刺すことで高い場所によじ登ることができ、市外をブロック単位で跳躍するなど、三次元方向の機動性も有し、近接戦では足を用いた蹴りと投げ技も繰り出す。ただし、脚部は装甲が比較的薄く、麻酔銃で撃たれたり、大きなダメージを受けると一時的に歩けなくなる。生体部品を保護するために冬眠機能が搭載されている。
中距離では前部に装備している機銃を使用する他、上部にブローニングM2重機関銃や対空ミサイル、対戦車ミサイル、発煙弾発射機などを搭載でき、ここに爆薬を搭載した「自爆型」や、対戦車ミサイルなどを容易に防ぐ「アクティブ防護システム搭載型」も存在する。ワイヤー状のマニピュレーターを装備しており、落ちているタバコを拾い上げる繊細さと、掴んだ人間を引き倒す程のパワーを兼ね備えている。
月光のデザインに影響を与えたのは、DARPA（国防高等研究計画局）の資金提供により、2005年にアメリカのジェット推進研究所とハーバード大学が開発した四足歩行ロボット「ビッグドッグ」とされている。シリーズを通してのメタルギアと同様の姿をして見えるが、核戦略の中核をなすべく作り出された存在ではなく、必ずしも核搭載オプションを備えないことから、兵器としてはメタルギアに分類されない。
仔月光 (TRIPOD) (MGS4、MGR)
直径は約30センチメートルほどで、月光 (IRVING) を母機としてサポートする小型の無人偵察機 (UAV)。IRVINGと同じくATセキュリティ社製で、製品名称はTRIPOD（トライポッド）。中央にカメラを持った球状のボディに3本の腕を模した機動オプションを搭載しており、歩行や地面を転がるといった移動方法や壁をよじ登ったり、パイプに掴まるなどといった動作も可能。その姿から、作中では「フンコロガシ」と呼ばれることがある。また、月光の子機であることから『MGS4』ではスネークとオタコンが仔月光と名付けている。
体躯の小ささを活かし、入り組んだ地形や屋内などの地表における偵察を主とする。一機辺りの戦闘力は低いが、連携して自律行動をとることができ、個体や少数では隠密行動、集団になると群れをなして攻撃を行う。また、仔月光人間として3機が縦に重なって人間に擬態する機能も持つ他、壁に張り付いて監視カメラのように振る舞う。
小型の偵察機でありながら攻撃オプションが搭載されており、中央のカメラ部分にはスタン機能が内蔵されており、アームで相手を掴んで電気ショックを与える攻撃をする。GSRやデザートイーグルで武装した個体も確認される。
『MGR』では、CNT筋繊維による強化によりアサルトライフルを片腕で扱う程のパワーを有するようになっている。また、停止中の仔月光の背面にある接続コードを雷電と接続することで、プレイヤーによる操作が可能になった。さらに、左右にジャンプして喜んだり、手拍子したり、親指を立ててポーズをとるなど、『MGS4』の時と比べると感情表現が豊かになっている。2体が上下に繋がった人間タイプの仔月光が登場し、雷電の攻撃を軽々と弾いている。また、初回限定版であるプレミアムパッケージには仔月光のフィギュアが2体付属しており、前述の2体が上下に繋がった人間タイプにすることが可能となっている。
『MGS4』の開発当初、デザートイーグルを所持している仔月光は白色にするつもりだったが、監督に却下され廃案となったと、作中iPodで聴くことの出来る「ガンズ・オブ・ヒデチャンラジオ」にて語られた。
LQ-84 フェンリル (Fenrir) (MGR)
PMCデスペラード・エンフォースメントLLCが保有する四足獣型無人機。自己学習型AI、チェーンソー、またはレールガンを搭載。
LQ-84i／ブレードウルフ (BladeWolf) (MGR)
デスペラード・エンフォースメントLLCのR＆Dが開発していた「音声対話と自己判断が出来る人間とサイボーグに代わる兵器」。光ニューロAIはノイマン型コンピュータと違い人間に近い思考をする事に着眼し、AIのニューロンを900億にして丸3年かけ会話が行えるようになった。が、人間と違い残忍性を持ち合わせず敵を殲滅して初めて価値を持つ「兵器」としては役に立たないとされ研究は中止、AIもモスボール保管されていた（海外版ではシャットダウンされたとなっている）。残虐性を持たない無人機にデスペラード社のサンダウナーが興味を持ち、LQ-84のプロトタイプボディに納めて再稼動させた。
自律行動の為に搭載されたAIに自我が発生していると自称し、己の消去を免れる為に、兵備として自身を保有するデスペラード社の命に従う。初登場時の兵装は背中にマウントされたチェーンソーと熱溶断機能を備えた投げナイフ「ヒートナイフ」で、それらを尾の位置から伸びているマニピュレーターで把持し、使用する。
サムとの交戦で一度、雷電との交戦で二度ボディを破壊され、雷電によりAI部は回収された。ブレードウルフ（海外版では「canine」と「thousand」を掛けた型番K-9000）のボディはLQ-84iのボディを黒くし、より生物的にした物で、索敵用合体型バイザーがあり、武装はヒートナイフと脚の刃のみ。
追加シナリオ『BladeWolf』では主人公として登場。

マスティフ (Mastiff) (MGR)
ゴリラのような大型類人猿に似た風貌をした人型無人機。その大柄なボディとは裏腹に動きは俊敏で、梁にぶら下がったり胸を鳴らすといった動作を見せる。遠距離では右腕のマシンガン、近距離では圧倒的なパワーと太い両腕によるパンチや掴み技で攻撃する。両腕を斬られても両足でドロップキックを行う。マスティフとは番犬・闘犬を意味する。
当初のゲーム企画であった『MGSR』の頃から登場している唯一の兵器でもある。
ラプター (Raptor) (MGR)
獣脚類を模した二足歩行型無人機。月光と仔月光の中間的な構想で製作されており、月光では適さない屋内や狭い地下通路等での戦闘を想定されている。集団行動を得意としており、登録された仲間が機能停止に陥ると、AIに埋め込まれた仲間意識により原始的な怒りの感情を抱く。主な武装は脚部に設けられたブレードや、サイボーグを一定時間行動不能にするEMP兵器などが挙げられる。また、胴体部には制御ユニットとして仔月光が組み込まれており、同時に破壊しなければ仔月光のみが自律行動を開始する。なお、同じ小島プロダクション作品である『ZONE OF THE ENDERS』にもラプターという無人機が登場するが、関連性は全くない。
ヴォドムジェルカ (Водомерки) (MGR)
ロシア製の無人ACV（エアクッションビークル）。ウォーターストライダーとも呼ばれる。水上での活動も視野に入れられており、ロシア語でアメンボを意味する名の通り3つの脚部によって水面を滑るように移動する。主な武装は火炎放射器。また、ジェットエンジンを有しており、高速移動や突進攻撃を行う。
グラート (Град) (MGR)
ウクライナ製の無人攻撃兵器。大きな盾と無数の砲塔によって敵を寄せ付けぬトーチカモードと、その巨体に反し、踵部分の車輪による俊敏な動きで敵を翻弄する歩行モードの2つの形態を使い分ける。名称はロシア語で雹を意味する。製造元のウクライナでは「フラード」と呼ぶらしいが、無人機業界ではグラートの名称で一般的である。
当初は『MGSR』にて登場する予定だったとされており、その際にはボリスが乗り込んで雷電と共闘するシチュエーションも考えられていたという。

### 科学技術
CNT筋繊維
カーボンナノチューブ (CNT) を使って人工的に作られた筋肉繊維。『MGR』では愛国者達による情報統制がなくなったことで、世界中にこの技術が流出。人型サイズのサイボーグでも大型無人機並のパワーを引き出すことが出来るようになった。
IDS (Intrusion Detection System)
不正アクセス監視システム。通信回線を監視して、ネットワーク上を流れるパケットを分析、不正アクセスのパケットを検出し、侵入を管理者に通報、通信記録の収集を行うシステムのこと。
ID登録武器
『MGS2』プラント編で登場した、銃器に施された安全装置。銃器や火器を個別にID登録しておくことで、登録された者以外が使用できなくなる。劇中ではビッグ・シェルに突入したSEALS隊員と、「サンズ・オブ・リバティ」の兵士達が装備する武器に施され、彼等が使っている武器をそのまま奪い、使用することが出来なくなった。ただし、ID登録がされていない予備の武器は調達・使用可能。
劇中雷電と大佐の通信によると、これはアメリカ当局の用いているシステムであって、ゴルルコビッチ兵の使用するロシア製闇銃器には施されていないはずだが、自分達の装備を奪われないよう自前で組み込んだものとの事。
『MGS4』では、SOPシステムの機能に組み込まれて管理されており、体内のナノマシンに登録されたIDと銃器に埋め込まれたIDチップを照合することによる認証が要求される。また『MGS4』のID銃は、発砲・マガジンチェック・認証・非認証・ID改竄などのデータがホストコンピュータにリアルタイムで送信される。
『MGS2』においてこの設定が採用された理由は、海外ユーザーの「敵の武器は拾って使えないのか？」という問いに対する小島の対策であった。海外のゲームでは敵の武器を拾って使用出来るのが一般的で、『MGS』発売の際にもその点が指摘されたが、しかし小島はゲームのバランスを保つためにこの方法をとったとのことである。
PAL (パル、Permissive Action Link) (MGS)
核兵器の制御・発射システムに施されているセキュリティシステム。これによって特定のコードを入力して解除しない限り、勝手に核兵器を使用できないようにしている。
メタルギアREXにもPALは組み込まれており、アームズ・テック社のケネス・ベイカー社長とDARPAのドナルド・アンダーソン局長がそれぞれ知る起爆コードを入力することで解除することができる。ただ、アームズ・テック社はそれとは別に起爆コードなしにPALを解除可能なシステムを用意していた。これは気温によって3つの状態に変化する形状記憶合金製のカードキーを用いたものであり、1回しか使用できない緊急用システムだった。
OILIX (オイリックス) (MG2)
キオ・マルフ博士が開発した微細藻類。高純度の石油を精製することができる。
VR訓練 (Virtual Reality Training)
コンピュータが生み出した仮想空間上での戦闘訓練プログラムのこと。あらゆる事件・状況を容易に再現でき、被験者の生命を脅かすことなく、安全に訓練することができる。しかし仮想空間上の戦闘訓練とはいっても五感もあり、攻撃されると痛みなども感じる。戦闘訓練だけでなく、他にヘリやメタルギア等の兵器の操縦訓練用にも応用されているようである。雷電はこのプログラムによって、スネークが関わったシャドー・モセス島事件やマンハッタン沖タンカー沈没事件を追体験していることになっている。
このシステムには「現実と虚構の判別能力の低下」や「実戦下での倫理観の麻痺」などの弊害もあり、ゲーム感覚で人を殺す兵士が出現するといった危険性も孕んでいるため、ソリッド・スネークはVR訓練を受けた次世代特殊部隊や雷電のことを「テレビゲーム世代の兵士」「デジタル世代のグラント」と皮肉っている。
『MGS』や『MGS2』の完全版である『インテグラル』『サブスタンス』ではミニゲームモードとしても収録されている。どちらも100を超えるミッションが用意されており、どことなくバーチャル空間を連想させる背景や設定からプレイヤーもVR訓練を体感することができる。本作をプレイするにあたっての練習としてもプレイできるが、おまけ要素としてギャグが入った笑えるミッションや、『MGS2S』ではVR訓練でないと操作できないキャラクターの存在などが面白さを引き立てた。
遺伝子治療 (Gene therapy)

遺伝子特定プログラム
タンパク質工学で生み出された認識酵素がFOXDIEには導入されており、この酵素は特定の遺伝子配列に対して反応するようプログラムされている。この遺伝子配列に反応するシステムは、SOPのID認証システムの基となっている。
ガウディ (MGS4)
ノーマッド輸送機に搭載されているスーパーコンピューター。サニーの愛用。
強化骨格 (Exoskeleton)
電動アクチュエーターや人工筋肉、エアコンプレッサーの圧搾空気などを動力にしている。
コペルソーン・エンジン (Koppelthorn Engine)
VRシステムの根幹となる量子計算機器。Dr.コペルソーンによって開発された。ブラックボックスの中身は理解不能で、オーパーツかもしれないといった説などもあり、詳しい原理は分かっていない。
サイボーグ (Cyborg)
人体に機械類を内蔵して戦闘力を向上させるための技術。グレイ・フォックスや雷電がこれに当たる。強化外骨格を装着して運用されることが多く、ホワイトブラッドと呼ばれる人工血液によって稼働する。SOPシステムの廃止後、愛国者達が解体されたことで世界中にサイボーグ技術が流出し、戦場はサイボーグによる新たな代理戦争へと発展した。機械制御による高度な連携が可能であり、さらに肉体的にも強化されているため「形を変えたSOP」とも呼ばれている。
サンズ・オブ・ザ・パトリオット (Sons of The Patriot)
通称は、Sons of The Patriotの頭文字を取り、SOP（ソップ）と呼ばれる。
ATセキュリティ社が開発した戦場管理システム。システム登録をした軍関係者および兵士は、個体IDが記録されているナノマシンを注入され、使用する火器、兵器、車両、航空機などはID管理され、製造される全ての兵器は、兵士のID認証が通らなければ使用できなくなるシステム。IDが適合しなかった場合、車両の運転や航空機の操縦はおろか、銃の発砲すらできなくなる。
このシステムのおかげで、各兵士の状態やミクロ、マクロによる戦況の把握が出来るようになり、その情報を本部で一元管理できるよう保証し、指揮官は極めて高精度の指揮が取れるようになった。
また、注入されたナノマシンが兵士の体内で分泌物を出すことにより、痛覚や精神状態のコントロールも可能で、多少の怪我では特に痛みが感じないように設定されている他、兵士は精神状態を常に安定状態に保てる。そのため訓練が不十分の兵士や、経験が浅い新兵もベテランの兵士同様の振る舞いができるようになった。さらに、このシステムはナノマシンを介し、部隊内で短距離バースト通信を使用することで無線的なコミュニケーションが可能で、簡単に優れたチームワークを発揮できるようになる。たとえば、市街戦や屋内戦で非常に難しい突入のタイミングの確認が容易であり、周辺にいる仲間や友軍車両の位置情報や残弾数、各兵士の脈拍まで知ることができる。
その結果として兵士の低年齢化が進み、少年兵の問題が大幅増加した。またこれによって規模拡大したPMCそのものを危惧する意見も各国で数多く上がっていたが、このシステムが足枷となり、PMCがクライアントの意向に背くことや裏切り、反逆ができなくなった。
SOP症候群
SOPに制御されていた兵士たちは、主にナノマシンの分泌物によって、痛みや苦しみなどの感情が麻痺し、それ以外の悲しみや恐怖などの戦場において必要のない感情は制御されていた。しかし、ナノマシンの制御が停止することによって、今まではナノマシンによって制御されていた感情が全て解き放たれる形となり、今まで行ってきたことに対する罪悪感や後悔、仲間の死による恐怖や悲しみ、怒り、憎しみなどのありとあらゆる感情や感覚に直面することになる。これに伴い精神的な重圧を受け、耐えられなくなり発狂したり、ノイローゼになったりする。このようなSOP管理の停止による傾向は、SOP症候群と呼称される。

生物反応槽 (Life Reaction Tank) (MGS2)
雷電とヴァンプが戦った「ビッグ・シェル」のシェル2中央棟B1第二濾過室にある、微生物による汚染海水処理を行う巨大な水槽。微生物の活性を保つために水槽内には絶えず大量の酸素が送り込まれており、落ちた者はたちまち浮力を奪われて二度と浮上することができない（ヴァンプは強靭な身体能力からか、自由に泳ぎ回っていた）。しかしスティンガーミサイルを撃ち込むことによって強制的に生物反応槽から出すことができる
ソルジャー遺伝子(Soldier gene)
その名の通り、戦闘に適した遺伝子のことを指す。『MGS』にてクラーク博士（パラメディック）とナオミ・ハンターによってビッグ・ボスの中にある60ものソルジャー遺伝子が特定されており、遺伝子治療によってゲノム兵に投与されている。それ故に彼らは「ビッグ・ボスの息子達」と名乗っており、シャドー・モセス島事件の際にビッグ・ボスの遺体（正確には細胞標本）を要求していたのは遺伝子治療を行うためである。また、『MGS3』でのパラメディックとの無線のやりとりや『MPO』でのジーンの一言、『MGSPW』でのヒューイのブリーフィングにも登場している。
ナノチップエキスパンション (Nano chip expansion) (MGAシリーズ)
多目的型汎用プログラム。大脳に複数のナノチップを注入し、それを媒体にさまざまな行為を行える。たとえば、SOCOMピストルの使用データをナノチップにプログラミングすると、SOCOMピストルを使えるようになる。このプログラムのキャパシティには限りがあり、戦闘などによる経験を重ねることでプログラム可能なデータが増えていく。プレイヤーから見れば、このデータは「カード」、キャパシティは「デッキの構築限度枚数」として描写されている。
ターミネーター遺伝子
終結遺伝子とも呼称される。生殖機能を排除する遺伝子。ビッグ・ボスのクローン（ソリッド、リキッド、ソリダス）が万が一他国側についた場合を想定し、その遺伝子の持つ能力をコピーすることができないように開発された。クローンである3人の染色体にはこの遺伝子が埋め込まれている。
ナノマシン (nanomachine)
MEMS (Micro Electro Mechanical System) 技術によるマイクロメートル単位（1000分の1 mm）の大きさからナノメートル単位（100万分の1 mm）の極小機械の総称。静電気により駆動する。体内に直接投与することにより、ホルモンの調整、体内循環のフィードバック、出血量の確認などさまざまな分子レベルの作業を行える。DNAやタンパク質、樹脂などの生体分子の部品としていて、ナノマシンの例としては、人工モーターの構造に酷似しているタンパク質集合体などを挙げる事ができる。
『MGS4』では、ATセキュリティ社によって複雑化し、拡大されている。ナノマシンを使用しているのは、米軍関係者のみならず、アメリカ同盟国軍、PMC所属の傭兵、警察機関、公安機関まで及ぶほどに拡大した。今までは、各個人の制御管理を目的として使用されていたが、群れを制御するツールとなっている。
ナノマシン抑制剤
正式名称はナノコロリ573。体内のナノマシンの活動を永久的または一時的に抑制する混合液。開発はナオミ・ハンター。副作用も非常に強く、過度な使用は肉体を蝕み、身体機能や身体能力に影響を及ぼす。
ニューロAI
エマ・エメリッヒが開発した情報処理を行うコンピューターシステム。人間の脳を構築する神経細胞をモデルとする。問題解決能力は、学習を重ね、シナプスの結合強度を変化させていき、問題解決能力を強化されていく。G.W.の中央システムは、光ニューロAIである。通信やインターネット、放送などを含む、ありとあらゆるデジタル情報を検閲する能力を持つ。
燃料電池
人型のサイボーグや無人兵器が稼働するのに必要な電力を取り出すのに使用している電池。大きく分けると4種類存在するが、サイボーグ達が使用しているのは、CNT筋繊維との相性の関係上、溶融炭酸塩形燃料電池 (MCFC) のみ。『MGR』における雷電もその例外ではなく、燃料電池がなければ活動出来なくなる。その為、敵のサイボーグを斬って内部の燃料電池を奪って補給を行っている。
FOXDIE (フォックス・ダイ)
特定の遺伝子配列を持つ事物だけを殺傷する人工レトロウイルス。ジョージ・シアーズ大統領（ソリダス・スネーク）の指示のもと、DIAのリチャード・エイムズが開発プロジェクトを計画した。ATGC社のナオミ・ハンターが中心となり開発を行っていた。ナオミが開発した遺伝子特定プログラムにより、目標を特定する。FOXDIEとの命名は、テストケースとして、シャドー・モセス島においてソリッド・スネークを運び屋（ベクター）として散布し、FOXHOUNDを殺すことから来ている。
FOXALIVE (フォックス・アライブ)
愛国者達のAIをプログラム内部的にすべて破壊するワームクラスター。ナオミ・ハンターが基礎設計を行い、サニーが完成させた。基となったのはエマ・エメリッヒの作成したワームクラスター。
フルトン回収システム (Fulton Recovery System)
ヘリウムが充満した気球を利用した兵員回収システム。1940年代に、アメリカで考案された航空機による郵便物回収方法を発展させ、米海軍が海上での人員救助目的で応用し完成させた。このシステムは航空機を着陸させる必要性がないため、敵の砲火を潜ることなく安全に人員、物資を回収できる。空軍でもベトナム戦争期に利用された。
本来は着陸が容易で機動力のあるヘリコプターではなく、MC-130 コンバット・タロンなどの固定翼機で行うが、国境なき軍隊では資金不足によりヘリのUH-1が用いられた。
悪天候時や負傷者に対して使用する場合は、落下時の衝撃や行方不明になるなどの原因で回収できる確率が大幅に下がる可能性がある。
ダイヤモンド・ドッグズで運用されるものはさらに技術的に発展しており、戦車や装甲車などの重量物も回収できるほか、発展すると空中にワームホールを発生させる「ワームホール回収システム」に発展し、妨害される危険なしに回収できるようになる。
ホワイト・ブラッド (White Blood)
軍用に開発された、ナノテクノロジーにより設計される人工血液。ヘモグロビンと同様の働き（酸素の吸収、放出）をするが、赤血球に含まれているヘモグロビンが本来は赤色をしているのに対しこちらは白色であるため、ホワイトブラッドと呼称される。MGS4にて、サイボーグ化された雷電の肉体に入れ替えられた。
小島の過去の作品『ポリスノーツ』を起源とした設定であり、MGS4では既に旧世代のものとなっている。定期的な透析で血液を「洗濯（濾過）する」必要があり、これを怠ると血液中の老廃物によって自家中毒に陥り、危険な状態になる。

### その他
CQC (Close Quarters Combat)
近接格闘術。メタルギアシリーズ作中の1950年代にザ・ボスが発案し、ネイキッド・スネークが完成させた近接戦闘術。SAS（英陸軍特殊空挺部隊）により考案されたCQBを、銃火器の使用が困難な状況下を想定し、発展、細分化させた近接戦闘システム。ネイキッド・スネーク、ソリッド・スネークらが得意とし、近接戦闘に用いている。また、メタルギアシリーズでは徒手格闘を総称してCQCと言われる事がある。MGS3で初登場したため、それ以前のソリッド・スネークは自らCQCを封印していたという設定になっている。しかしザ・ボスの死から50年が経ち、米政府の情報公開によってCQCの技術が公になったため、それをきっかけにソリッド・スネークはCQCを再び使うようになる。
CQCエンハンサー
破壊力と技の強化されたCQC、ジーンがザ・ボスの戦闘技術を独自に研究し、開発した。

オンブレ・ヌエボ (Hombre Nuevo) (MGSPW)
チェ・ゲバラが思想した理想的な人間像。競争原理に拠らず、道徳や自発的な労働に喜びを見出す人間を指す。なお、オンブレ・ヌエボとはスペイン語で「新しい人間」の意。FSLNのゲリラたちは、賢く素早い機動するクリサリスのことをこう称した。
EYE HAVE YOU! (MGS4)
ドレビンのキャッチフレーズで、「常にあなたを見守っている」または監視しているという意味。
G.W.(MGS2、MGS4)
アーセナルギアの電脳に搭載されていたアーセナルギアを制御するコンピュータ・システム。また、これはアーセナルギアの制御のみに留まらず、デジタルによる情報の氾濫を逆の発想でデジタルによってつなぎ止め、情報を制御することができる。このシステムは「愛国者達」の概念が具現化したものである。エマのワームクラスターによって破壊されるが、実際は「細かく裁断された」だけであり、後にリキッド達が修復し再度運用するに至っている。G.W.の名は初代アメリカ合衆国大統領ジョージ・ワシントンがその由来である。読み方は『MGS2』では「ジーダブル」だったが、『MGS4』では「ジーダブリュー」に変更されている。
J.F.K.(MGS2)
G.W.がエマ・エメリッヒ製作のコンピュータウイルスにより崩壊後、新たに登場するG.W.と同型のコンピュータ・システム。このことから他にもアーセナルギアとAIが存在することが推測される。S3計画の全貌はこのAIから語られることになる。なおJ.F.K.という呼称はゲーム中では説明されず、設定のみとなっている。J.F.K.の名は第35代アメリカ合衆国大統領ジョン・F・ケネディがその由来である。
恋の抑止力 (MGSPW、MGSV: TPP)
パスのイメージソング。マザーベースで年に一度行われる「平和の日」のためにミラーが作曲した。ボーカルと作詞はパスが担当し、演奏はミラーとガルベスが担当している。
サイボーグ忍者 (Ninja)
グレイ・フォックスの呼び名に用いられることが多い。強化外骨格と高周波で振動する刀（ブレード）と恐るべき身体能力からこう呼ばれた。また、このようにハイテクな装備で施したキャラクターをサイボーグ忍者と呼ぶ傾向があり、『MGS4』に雷電が忍者になって登場した際にサイボーグ忍者と呼ばれたこともあるので、すべてがグレイ・フォックス個人を指すものではない。ニンジャは世界共通語であるため外国版でも「ニンジャ」と呼ばれている。『MGS』ではグレイ・フォックス、『MGS2』ではオルガ・ゴルルコビッチ、『MGS4』では雷電がこの名で呼ばれた。
スネークフォーメーション
主に、マンセルを組んだ複数の人数で作戦行動を行う時に、互いにカバーし合う陣形。潜入などに使われる。前面を警戒または索敵する者、背面を警戒または索敵する者に分かれる。前面を索敵する者を背面を索敵する者が追う。この時、それぞれが背面をカバーし合っているので信頼度が高く、死角を消すことができる。片側に敵を発見したら、全員で応戦したり、一人が負傷した場合その他のものが負傷者を守る。
レーション
軍用携帯糧食。『MG2』のみ中身が細かく設定されているが、他作品では容器が映るのみで中身の詳細は不明。戦場での効率的な栄養補給を目的としているため味は重視されておらず、特に『MGS3』のソ連製はネイキッド・スネークが「多少腐ってても蛇の方がいい」と言い放つほど不味い。『MGS2』の時代には改良されているが、雷電は「結構味気なさそうに見える」と評している（一方、料理下手のローズの手料理よりならレーションでずっと過ごしたいとも語っている）。『MGS4』ではキャンベルから国連でレーション交換会が行われた話が聞け、評判が良かったのはフランス、イタリア、日本であり、アメリカのものは満場一致で不評だったとされる。
NARC (ナーク) (MGS4)
カロリーゼロの炭酸飲料。ドレビンが愛飲している。非常に炭酸が強く、体内のナノマシンの循環は、アルファ炭酸脱水酸素活性化により促進されている。SOP管理下のナノマシンを持つ者は、アルコールが効かないため、ドレビンのような人間も、炭酸を飲まなくては口寂しくなってしまうらしい。元ネタは小島の過去の作品『ポリスノーツ』に登場する合成麻薬の名前。ポリスノーツではLSDのような幻覚を誘発させ、ヘロインのような高い依存性があるとされているが、『MGS4』に登場するNARCは、ただの炭酸飲料である。
マテ茶 (MGSPW)
南米を原産とするイェルバ・マテの葉や枝を使用した茶。栄養度が高く、「飲むサラダ」とも称される。
ガンロンダラー (MGS4)
日本語では武器洗浄屋と呼称する。サンズ・オブ・ザ・パトリオット (SOP) のシステム管理の下、ID管理されている銃火器や兵器などのIDを解除し、IDなしでも使用できるようにする武器商人の通称。これはドレビンズでなくては出来ず、彼らはこれを利用し、金銭的に裕福でSOPを導入している軍隊に対しては、ID銃を販売、SOPを使用しない軍事組織に対してはノンID銃を販売していた。
グリーンカラー (MGS4)
戦争生活者の通称。事務系の仕事を中心とするホワイトカラー（頭脳労働者）、作業や技術系の仕事を中心とするブルーカラー（肉体労働者）に続く、戦争経済の拡大で戦争に依存した仕事を中心とする職業に就く者を示す。言葉の由来は、ホワイトカラーが白いワイシャツ、ブルーカラーが青い作業服から来ているのと同じく、軍人がよく着用している緑（カーキ）色の軍服からイメージされている。
現実では主に環境産業従事者やICT関係者を指す。
「シャドー・モセスで明かされた驚愕の陰謀」（原題：The Shocking Conspiracy behind Shadow Moses）
シャドー・モセス島事件について書かれたノンフィクション小説。『MGS2』で閲覧できる。内容はシャドー・モセス島で起こった事件に興味を持ったゲイリー・マクゴールデンが単身でカジキマグロの格好をし、島に接近、上陸するも謎の組織に捕らえられ、拷問にかけられるも正体不明の存在に助けられた経緯を描いている。この本の著者は原稿を編集部に送りつけた後、行方不明となっている。
「シャドー・モセスの真実」（原題：In the Darkness of Shadow Moses）
シャドー・モセス島事件の一部始終を描いた小説。著者はナスターシャ・ロマネンコ。彼女は作戦に参加していた人物で、事件背後にある存在も知っている立場にあり、その衝撃的な内容から大ベストセラーになった。フィランソロピーの設立資金はこの本の売り上げだという。
小説『サブスタンスI・II』では設定が変更され、書籍として出版されたものではなくナスターシャがネット上で非公式に公開した文書となっている。
絶対兵士 (Perfect Soldier) (MPO)
全ての兵士の記憶を欠落させることにより、戦闘技術のみ身に付けた状態にさせ作られた兵士。CIAが共産圏の脳生理学データを入手し、それを基に研究を進めていた。このプロジェクトでは、「ヌル (null)」（グレイ・フォックス）以外は成功した個体が生まれておらず、ヌル自身もネイキッド・スネークによって解放されたため、プロジェクトは中止された。絶対兵士になる過程や、なったあとの調整は常人には耐えうることのできない過酷さが、成功例がヌル一人だという結果を導きだすようである。また、この少人数がエリート（成功例）として犠牲を払いながら誕生する様は、スネークの「恐るべき子供達計画」と重なるところがあるが、これは愛国者達が絶対兵士研究で得た実験データを基に「恐るべき子供達計画」を実行したためである。
戦場広告
兵器メーカーやPMCのCMなど、戦争経済に関わる企業の広告展開や媒体（メディア）を示す言葉。戦争経済の発展に伴い、軍需産業やPMCのシェア争いが激化、それと同時に広告競争も激しくなった。各PMC、兵器メーカーの"戦争屋″としてのマイナスイメージを払拭させるようするような、″平和の味方″や″正義の味方″的な内容も多く、それは株主や大衆（マス）に向けたイメージ戦略である。また、平和主義団体や反戦団体などの戦争経済反対派への牽制としての目的もある。
ディープスロート (Deep throat)
1. シャドー・モセス島事件で、ソリッド・スネークに無線で助言を行った謎の人物が自ら名乗った名前。スネークは、ウォーターゲート事件の内部告発者の偽名と発言したが、Xファイルに登場する情報提供役を担う人物の意味もある。その後、正体はグレイ・フォックスであることが明らかになる。
2. 「ビッグ・シェル」占拠事件で、雷電に無線で助言を行った謎の人物が自ら名乗った名前。その後、正体はサイボーグ忍者に扮したオルガ・ゴルルコビッチであることが明らかになる。こちらの名前は直後に「ミスターX」と訂正されるが、これもXファイルにおいてディープスロートの亡き後に主人公への情報提供を行ったミスターXをなぞったものである。

ブラックケース (Black case) (MGS2)
「ビッグ・シェル」占拠事件で、「サンズ・オブ・リバティ」が持ち込んだとされる（実際は持ち込まれたのではなく、最初から「ビッグ・シェル」内にあった）核兵器の起爆コードを入力するための装置の暗号名。実際は、「ビッグ・シェル」を隠れ蓑にして極秘裏に開発されていたアーセナルギアの起動キーの機能も兼ねていた。
具体的な特徴として、合衆国大統領（ジェームズ・ジョンソン）のDNA情報およびコード入力時の生体データ（鼓動・脳波・血圧等）を認証キーとする暗号システムを採用していることが挙げられる。大統領の体内に注入されたナノマシンから送信されたDNA情報および生体データを、何らかの方法でブラックケースに読み取らせているらしい。この暗号システムは非常に複雑で、「最新の超並列コンピューターを使っても破ることはできない」（エイムズ談）らしい。
コード入力は、大統領の脳波や心拍数等が通常の状態でなければ無効と判定されるようになっているため、薬物や脅迫によって強制的に入力させることは不可能である。つまり、大統領本人が自分自身の意志で入力しなければならない。さらに、入力後も一定時間ごとにIDの確認が求められ、それが行われない場合はコード入力が取り消される仕組みである。非常用のシステムらしく、一度でも認証に失敗するとコード入力は不可能になる。
ワーム・クラスター (Worm cluster) (MGS2)
コンピュータ・ワームの集合体の意味。ゲーム中のみの造語。
Y2K問題 (Year 2000 problem) (MGS2)
この問題は1900年代のコンピュータソフトの年号管理から始まる。当時、コンピュータソフトは年号を下二桁で管理していた。このことから、1999年から2000年になった場合にコンピュータは2000年を1900年かと認識することで、なんらかの大なり小なりの誤作動による世界的な問題と取り上げられたもの。実際は社会を混乱させるようなことはなく、そのような大きな問題は起きなかった。ゲーム本編では、この問題のことをEEことエマ・エメリッヒから聞くことになる。
本シリーズの世界においては、前述の事実は「愛国者達」が世界規模のデジタルデータ検閲システムを構築する為のでっち上げである。（あるいは愛国者達がこの混乱に便乗した）データの類が写真やフィルムなどに記録された音声や映像、もしくは証言といったアナログの時代は、「愛国者達」にとって都合の悪いデータを抹消するのは容易なことであった。しかし、情報やテクノロジーのデジタル化が進むに連れ、劣化しないデジタル化されたデータが登場し、データのコピーや拡散も容易となった。この事態に「愛国者達」はY2K問題をでっち上げ、年号を下二桁で管理する旧式ソフトウェアに対する対処プログラムと称して、「愛国者達」にとって都合の悪いデータを自動的に検索し、抹消するプログラムを配布した。また、下二桁管理を用いない現行ソフトウェアに関しては、最初から同様のプログラムが組み込まれている。そして、このデジタルデータ検閲システムの中核を担うのが、G.W.やJ.F.K.のようなコンピュータ・システムである。
賢者の遺産 (Philosophers’ Legacy)
第二次世界大戦時に枢軸国に勝利するため米、中、ソの権力者（賢者達）により集められた秘密資金。その額およそ1000億ドルで、第二次世界大戦を4、5回は繰り返せると称された。この資金を基に、原子爆弾開発やロケット技術開発を共同で進めることになる。あくまでも軍資金であるため、大戦終結後は三国で分割される予定であったが、マネーロンダリングを担当していたヴォルギン大佐の父親が終戦による混乱に乗じて遺産を独占、世界各地の銀行に分散されることになる。それをヴォルギンが違法相続（ただし全額ではなく、一部はKGBが確保）し、グロズニィグラードを建設した。
前述のとおり遺産は世界中の銀行に分散されているが、その経緯を記録したマイクロフィルムが存在し、これを有すれば分散された賢者の遺産を掌握することができる。そのため、このマイクロフィルムの奪取を、ソビエト、アメリカ、中国が計画する。結果、ヴォルギンがザ・ボスにマイクロフィルムを託したため、スネークを介してアメリカに渡ることになるが、回収された遺産は本来の額の半分であり、残り半分の遺産の詳細は不明だが、『MGS3』のエンディングの年表では1970年に回収が完了していることが記されている。遺産の半分を回収したアメリカは、一時は賢者達の生き残りであるCIA長官によって管理される。しかし、CIAから国防総省に鞍替えしていたゼロ少佐の謀略と、ゼロの側について同組織の長官を暗殺したオセロットによって、回収された半分の遺産は「愛国者達」の資金源となった。この元ネタは、GHQが占領下の日本国より搾取した「M資金」と言われている。後に『MGSV』にてオセロットが愛国者達創設後に残りの遺産を追っていた事と、回収した遺産は全てゼロに提供した事を明かしているが、残りの遺産がどこにあったのかなどの詳細は語られていない。
らりるれろ (La-li-lu-le-lo)
「愛国者達」の隠語。一部の者は、体内に注入されたナノマシンの操作により、「愛国者達」と発言しようとすると舌がもつれて「らりるれろ」と言ってしまう。また、発話者はらりるれろという隠語に置き換えられてしまっていることには気がついていない様子である。これは『MGS3』での合言葉、「愛国者は？」「らりるれろ」から来ている。

## 記念企画

### 20周年企画
2007年は『メタルギア』誕生20周年にあたる事から、記念イベントなどが行なわれた。
METAL GEAR 20th ANNIVERSARY METAL GEAR SOLID COLLECTION
同年7月26日に57300個が限定発売された。希望小売価格は6,900円。『メタルギアシリーズ』のメインストーリーを扱ったゲーム作品に加え、『メタルギアシリーズ』の歴史を紹介したDVDが付属する。このDVDには『メタルギアソリッド4』の最新映像等も収録されており、また『ポータブル・オプス+』の販売促進PRも兼ねていた。
以下の作品が収録されている。
- メタルギア（MSX2版をPlayStation 2に移植したもの。『メタルギアソリッド3』に同梱）
- メタルギア2 ソリッド・スネーク（仕様は『メタルギア』と同様）
- メタルギアソリッド（PlayStation、通常版）
- メタルギアソリッド2 サンズ・オブ・リバティ（PlayStation 2）
- ザ・ドキュメント・オブ メタルギアソリッド2（PlayStation 2。『メタルギアソリッド2』に同梱）
- メタルギアソリッド3 スネークイーター（PlayStation 2。内容は『サブシスタンス』に基づく）
- メタルギアソリッド ポータブル・オプス（PlayStation Portable版）
- メタルギアソリッドサーガ（DVD）

METAL GEAR 20th ANNIVERSARY METAL GEAR SOLID BEST PRICE
『METAL GEAR 20th ANNIVERSARY METAL GEAR SOLID COLLECTION』に収録された各作品の単体版。初発売時よりも廉価になっている。
METAL GEAR 20th ANNIVERSARY METAL GEAR MUSIC COLLECTION
2007年7月18日に発売されたCD。『メタルギアシリーズ』のサウンドトラックの音源の中から人気の楽曲とヴォーカル曲、さらに新たに録音した楽曲を加えて計11曲収録。
20th METAL GEAR ANNIVERSARY PARTY
シリーズ20周年を記念し、2007年7月24日に東京ミッドタウンにあるザ・リッツ・カールトン東京にて催されたパーティ形式の祝賀イベント。『メタルギアソリッド4』と『メタルギアソリッド ポータブル・オプス+』・『メタルギアソリッド モバイル』のお披露目と小島に縁のある著名なゲーム業界人によるこれまでの『メタルギア』を振り返ってのトークショーなどが催された。

### 25周年企画
2012年の『メタルギア』誕生25周年には、各種イベントや記念グッズ販売などが行なわれた。
METAL GEAR 25th ANNIVERSARY METAL GEAR MUSIC COLLECTION
2012年8月22日に発売されたCD。『20th ANNIVERSARY MUSIC COLLECTION』以降に発売された『メタルギアソリッド4』『ピースウォーカー』『オンライン』のサウンドトラックの音源の中から人気の楽曲とヴォーカル曲、新規収録したオーケストレーション曲、メドレー曲、サントラ未収録曲などを加えて収録。
METAL GEAR 25th ANNIVERSARY PARTY
シリーズ25周年を記念し、2012年8月30日に東京ミッドタウンにあるミッドタウンホールにて催された、発表会＋パーティ形式の二部構成祝賀イベント。当日はミッドタウン周辺で実際に迷彩（カムフラージュ）を施して様々な場所に隠れたアーティストを探すイベントや、メタルギアシリーズの最新情報（『ライジング』のこと）の発表が行われた。
METAL GEAR SOLID THE LEGACY COLLECTION
25周年の際には20周年の時の様なコレクション系ソフトは出なかったが、翌2013年7月11日にはPS3用ソフトとして、過去に小島がSCE系ハードでリリースしたメタルギアシリーズをコンプリートパッケージ化した『METAL GEAR SOLID THE LEGACY COLLECTION』が発売された。
ゲーム/ビデオハイブリッドDISC 1
※下記7作品は1枚のBlu-rayディスクに収録されているため、ディスクを入れ替えせずシームレスに各作品を起動することが可能。
- メタルギア（仕様は『METAL GEAR 20th ANNIVERSARY METAL GEAR SOLID COLLECTION』（以下“ 20th ”）に準ずる）
- メタルギア2 ソリッド・スネーク（仕様は“ 20th ”と同様）
- メタルギアソリッド2 サンズ・オブ・リバティ HD EDITION（2011年にPS3用として出たものと同様）
- メタルギアソリッド3 スネークイーター HD EDITION（他のHD EDITIONと同様）
- メタルギアソリッド ピースウォーカー HD EDITION（他のHD EDITIONと同様)
- メタルギアソリッド バンドデシネ（映像作品）
- メタルギアソリッド2 バンドデシネ （映像作品）

ゲームDISC 2
- メタルギアソリッド4 ガンズ・オブ・ザ・パトリオット（トロフィー機能対応を追加したVer.2.0と同様）

その他
- メタルギアソリッド/メタルギアソリッド インテグラル（PSアーカイブ版のダウンロードコードを、それぞれ封入）

## 他作品からの影響
小島は大の映画好きと知られ、シリーズ作中にもその影響が散見される。主だったものを挙げると、ゲームの原案となった映画は『ニューヨーク1997』であり 、ソリッド・スネークのモデルも同作の主人公「スネーク・プリスキン中尉」役のカート・ラッセルである。また、『メタルギアソリッド2』でソリッド・スネークが詐称していた「イロコイ・プリスキン中尉」という人物もこれが由来である（イロコイ＝アルゴンクイン語で毒蛇の意）。なお、同作の監督であるジョン・カーペンターと小島は、カーペンターにゲームのオマージュの許しを求める手紙を送って以来親交があり、配給元から訴えられかけた際にカーペンターが諫めたと言う逸話が存在するほか、『メタルギアソリッド2』限定版パンフレットにカーペンターがコメントを寄稿している。その他、幾らかの登場人物も映画俳優をモデルとしている。また、『007シリーズ』の影響も受けており、シリーズの隠し要素として「タキシード」が登場するのはジェームズ・ボンドをイメージしてのこと。
『メタルギアソリッド』は舞台設定やストーリーなどが『ザ・ロック』の影響を受けており、『メタルギアソリッド2』は舞台がニューヨークであったり大統領が人質にされているなど『ニューヨーク1997』と類似しており、『メタルギアソリッド3』は『ランボー』の演出を模していたり、『メタルギアソリッド2』におけるとあるシーンで雷電が「マッチョな男が銃を持って戦う映画」を見させられたと言うシーンはランボー3/怒りのアフガンの事である。ミニゲーム「猿蛇合戦」のミッション名が映画タイトルを捩ったものであったりする。映画以外にも、小説などの影響も強く受けている。

## 他作品での出演
『メタルギアソリッド』が世界的に大ヒットしてから、ソリッド・スネークなどはコナミを代表するキャラクターとして認知度が上がり、コナミ以外の作品にも度々カメオ出演する様になった。
- Wii用ソフト『大乱闘スマッシュブラザーズX』（任天堂）にプレイヤーキャラとして参戦。
- Switch用ソフト『大乱闘スマッシュブラザーズ SPECIAL』（任天堂）にプレイヤーキャラとして参戦。
- SS/PS用ソフト『ときめきメモリアルドラマシリーズ』にメタルギアソリッドが映画という形で上映されている。収録されているのは『Vol.2 彩のラブソング』と『Vol.3 旅立ちの詩』の2つである。また、PS2用ソフト『ときめきメモリアル3 〜約束のあの場所で〜』でも上映されている。
- GBA用ソフト『コナミ ワイワイレーシング アドバンス』にニンジャが登場。
- PS2/GC用ソフト『エボリューション スケートボーディング』にスネーク・雷電・敵兵（2パターン）が登場。また、ビッグ・シェルの一部をステージと本作メインテーマをアレンジしたBGMを収録。
- PS2用ソフト『サルゲッチュ3』（SCEI）に出演。また同作には『メサルギアソリッド』と言うコラボ作品が収録されている。
- PS2/GC用ソフト『ドリームミックスTV ワールドファイターズ』（ハドソン）にプレイヤーキャラとして参加。
- DS用ソフト『New International ハイパースポーツDS』にスネークが登場。
- PS3/PS Vita用ソフト『プレイステーション オールスター・バトルロイヤル』（SCEI）に雷電が登場。
- Nintendo Switch/PS2/Xbox One/Microsoft Windows (Steam配信)用ソフト『スーパーボンバーマン R』にソリッド・スネークボンバー・ネイキッド・スネークボンバー・雷電ボンバーが登場。
- 『beatmania』シリーズにメタルギアソリッドに関する曲が収録されたことがある。
  - METAL GEAR SOLID Main Theme BIGBEAT MIX（メタルギアソリッド）PS・AC・GB・WS・PS2（PS2は海外版IIDXのみ）
  - MGS2 mission R（メタルギアソリッド2：警戒モード・ボス戦BGMのリミックス）PS・PS2・AC（PS2はダンス・ダンス・レボリューション）

## その他
- 『ポリスノーツ』や『スナッチャー』で登場したキャラがスピンオフ出演といった形でメタルギアシリーズに登場している。また、声優にも共通する事がある。
  - 『スナッチャー』に登場したメタルギアMk-IIはリメイクされた姿で『メタルギアソリッド4』に登場している。ただし、声はなし。
  - 『ポリスノーツ』からはジョナサン、エドが『メタルギアソリッド4』に、メリルはそれに加えて『メタルギアソリッド』に登場している。だがいずれも容姿や設定、時代設定も異なるうえ別人なので明確にはスピンオフ出演とはいえないが、名前と声を担当している声優に変更点はない。
- 新潟県三条市にある金属加工会社の(株)共栄鍛工所のラジオCMでスネークの声質やスネーキングミッション、潜入という単語が出て来るなどメタルギアシリーズをパロディ化している